# 八代亜紀
八代 亜紀（やしろ あき、1950年〈昭和25年〉8月29日 - 2023年〈令和5年〉12月30日）は、日本の演歌歌手、女優、タレント、画家。熊本県八代郡金剛村出身。

## 来歴

### 生い立ち
幼少の頃から父親の歌う浪曲を子守唄代わりに聴きながら育つ。この影響もあり歌が好きで、地元の歌唱コンクールに出場していた。
八代が小学5年生のとき、たまたま父親が買ってきたジュリー・ロンドンのレコードを聴き、そのハスキーボイスに魅せられる。ハスキーボイスの持ち主だった八代は、その声に若干のコンプレックスがあったが、ジュリーの声質に勇気づけられ、クラブ歌手になることを意識するようになる。

### 15歳で上京してクラブ歌手に
八代市立第六中学校卒業後、九州産業交通にバスガイドとして就職する。しかし人前で話すのが苦手で、業務中に歌声を披露する機会もないため3ヶ月で退職した。その後は地元の「キャバレーニュー白馬」に歌手として雇われる。ところが父の会社の従業員が客としてやってきたために3日で発覚してしまう。「不良は家にいらない」と勘当され、東京にいる従姉妹を頼りに上京した。
上京後は歌える喫茶店で学費を稼ぎながら、音楽学院で基礎を学ぶ。数年で銀座のクラブで歌うようになり、学校に行かなくなった。そのころは主にスタンダードジャズやポップスを歌っていた。同じクラブで歌っていた三谷謙（のちの五木ひろし）から芸能プロダクションを紹介される。

### 歌手デビュー
1971年にテイチクより「愛は死んでも」でデビュー。芸名の姓は出身地の八代（やつしろ）市から採り、語呂を考えて「やしろ」という読みにした。名前は本名の明代より呼びやすい「アキ」とし、漢字の亜紀には「アジア（亜細亜）で何世紀も活躍できるように」という願いが込められている。
その後、よみうりテレビのオーディション番組『全日本歌謡選手権』に出場して10週連続勝ち抜きでグランドチャンピオンとなったことで、徐々にレコードが売れ始める。
1973年に「なみだ恋」が120万枚のヒット。その後も「しのび恋」「愛ひとすじ」「おんなの夢」「ともしび」「花水仙」「もう一度逢いたい」「おんな港町」「愛の終着駅」など、女心を歌った曲でヒットを連発する。
1979年に新境地を開拓した初の男歌「舟唄」が大ヒットし、1980年に発表した「雨の慕情」で第22回日本レコード大賞（TBSテレビ・ラジオ）を受賞する。これら2曲は「港町絶唱」とともに阿久悠・浜圭介・竜崎孝路のトリオによる「哀憐三部作」とされ、NHK紅白歌合戦（NHK総合・ラジオ第1、#NHK紅白歌合戦出場歴参照）では2年連続大トリを務めた。ほどなくして「演歌の女王」と称されるようになる。

### ベテラン歌手へ
1982年、センチュリーレコードへ移籍。「海猫」「ブルーレイン大阪」「日本海」「陸の船乗り -ロンサム ロード-」「恋瀬川」などを発表する。
1986年には日本コロムビアへ移籍。1987年に個人事務所「ミリオン企画」を設立。1990年に「花（ブーケ）束」を発表。ポップス調バラードの同曲は八代の新たな一面を引き出し、演歌ファン以外からも支持されてロングセラーとなった。
演歌歌手としては珍しく全盛期の楽曲すべてがヒットし、総売上枚数は女性演歌歌手トップである。アルバムについても、オリコンの総合チャートのトップ10に5作品をチャートインさせた。総合アルバムチャートトップ10獲得連続年数は1974年から1976年まで3年で、2007年現在、演歌歌手第3位である。
2007年、出資法違反容疑などで摘発された株式会社エル・アンド・ジーによる、顧客獲得のための会員向けコンサートに出演していたことが発覚。被害対策弁護団は違法収益返還の取り組みも行っていたが、照会書において八代は「返還したい」とは答えなかった。なお、同コンサートに出演した演歌歌手の大半は返還以前に照会書への回答すら行っていない（詳細はエル・アンド・ジー参照）。

### 晩年〜死去
2012年ごろからジャズ、ブルースなどを本格的に歌うようになる（後述）。コンサートやディナーショーは演歌・ジャズ・ブルースを構成した内容で、ジャンルレスを掲げていた。また、ボランティア活動や地域社会貢献活動などにも長年関わっていた（後述）。
2023年9月12日、膠原病の一種であり指定難病である抗MDA5抗体陽性皮膚筋炎と急速進行性間質性肺炎のため、年内の活動を休止することを発表した。
以降は療養を続けてきたが、同年12月30日、東京都内の病院で死去した。73歳没。単独では9月5日長野県佐久市でのコンサートが、入院前日の9月9日に開催された日野皓正のコンサートへのゲスト出演が生涯最後のステージとなった。いずれも杖なしでいつも通りに舞台をこなした。葬儀は八代の遺志により、明けて2024年1月8日に事務所スタッフのみで執り行われ、訃報は翌9日に所属事務所より公表された。
2024年2月7日、熊本県は「国民に広く敬愛と感動を与えた」として「熊本県民栄誉賞」の授与を発表した（11例目、物故者は川上哲治以来2例目）。また、八代市も「名誉市民」の称号を授与することを発表した（合併後の新・八代市としては初、旧・八代市を含めて6例目）。
2024年3月26日、『八代亜紀 お別れの会～ありがとう…これからも～』が東京蒲田の片柳アリーナで行われた。ステージ復帰を熱望していた八代の思いに応える形で、生バンドの演奏に八代の歌声を重ねたコンサート形式で開催した。歌手仲間や関係者、ファンら合わせて3000人が見守った。
2024年、『第66回輝く!日本レコード大賞』において特別功労賞を贈られた。
楽曲・絵画等の各種権利については、八代の生前に、ミリオン企画の社長の大野誠が自身の資本で立ち上げた新会社「八代ミュージック&ギャラリー株式会社」に移管されている。また、八代の遺言により、ミリオン企画は2024年で解散となっている。
2024年12月19日、菩提寺である安養院に等身大の銅像が建立され、除幕式が行われた。八代の代表曲のひとつ「雨の慕情」を歌う姿を模した像である。

## 人物

### 子供時代
父は浪曲などの歌が得意だった。また、父が若いころ画家志望だったこともあり、八代は幼い頃から絵画教室に通った。当時は休日に母が作ってくれた弁当を持って父と一緒に写生に出かけ、休憩がてら父のギター弾き語りを聴いていたという。
父と母は19歳と20歳で駆け落ち同然で結婚し、共働きをして八代を育ててきた。普通の会社員だった父は八代が小学2年生のころに運送会社を起業したが、会社経営の難しさから生活が困窮するようになる。
その生活状況に加え、会社経営に苦悩する父の姿を見続けたことから、子供ながらに「早く大人になって働いて、家計を助けるんだ」と決意する。12歳で先述の通りクラブ歌手を目指し始めるが、その理由は「一流の歌手はクラブで歌うもの」と勘違いしたことも一因だった。

### プロの歌手を目指して上京
将来クラブ歌手になることを念頭に置き、その前段階として中学卒業後に15歳でバスガイドになった。しかし人前で話すことが恥ずかしくて上手く喋れず、観光名所を通り過ぎるなど失敗が多かった。そのようななか、友達の勧めで市内のキャバレー「キャバレー ニュー白馬」（2025年時点で現存）の歌のオーディションに年齢をごまかして参加し、店の専属歌手として採用される。
両親に内緒でバスガイドを辞めてキャバレーで歌いはじめるが、3日後に父の友人が来店したことで両親に発覚した。「不良になった」と父親に勘当されて上京。そのため同店で歌ったのは3日間だけであったが、本人は「歌手としての自信を持った大事な場所。ここが歌手・八代亜紀の原点」と位置づけている。
東京の親族の家で下宿しながら音楽学院に通い、学費と生活費を稼ぐため新宿の歌える喫茶店でバイトを始める。

### 銀座のクラブと歌手デビュー
18歳のころ銀座のクラブで歌うようになると、ホステスたちから「あきちゃんの歌には哀愁がある」と好評を得た。後日ホステスたちから「レコードを出した方がいい」と背中を押され、その後レコードデビューへと繋がった。
歌手デビューした夜は嬉しさのあまり、デビュー曲「愛は死んでも」のシングルレコードを抱いて眠った。同曲はヒットしなかったが、これまで応援してくれた人の気持ちに答えるためにも何とか売ることを決意し、トランクに同曲のレコードを詰めて、ほぼ毎日地方のキャバレー周りをした。

### 歌に対する考え方
「歌手としては表現者というより、それぞれの歌が持つ心を伝える代弁者でありたい」との考えを持っている。
学生時代、音楽教師から「そんな声出しちゃいけない」などと言われ、ハスキーな声にコンプレックスを感じていた。しかし銀座のクラブで歌うようになってから、ホステスや客たちから歌声を褒められたことで「自分の声はいい声だったんだ」と気づき、好きになったとのこと。
デビュー当時から「レコーディングでは、歌っている時の自分の顔を誰にも見せない」ということを決めていた。理由は「私は辛い人や悲しい人、苦しい人の代弁者のつもりで歌ってきました。歌入れの時はそういう人の表情になっているはずで、それを見られるのは恥ずかしいから」であった。また「レコーディングは何回も録らない」という考えをもっている。これはスタジオで曲のイントロを聴き、最初に浮かんだイメージで歌うことを大事にしているため。これまでのレコーディングでは、一曲につき基本的に通しで3回までしか歌っていない。
2021年のインタビューで、今後歌ってみたい歌として「歌詞が徹底的なまでに短くて、ギター一本でも成立するようなシンプルな作りで、“どん底の悲しみ”を表現するような歌を歌いたい」と目標を語っていた。

### ジャズ・ブルース歌手として
2012年、小西康陽プロデュースによるジャズアルバム『夜のアルバム』をユニバーサルミュージックから発売。同作は世界75か国で同時配信され、歌手活動42年目で世界デビューした。マレーシアのiTunes Storeジャズチャートで1位・シンガポール2位・台湾4位・香港7位、オリコンアルバムチャートのデイリーチャートで最高9位、週間チャートで最高20位を記録するヒットとなった。11月にはジャズ歌手としてブルーノート東京のステージに立った。
2013年3月にニューヨークのジャズクラブ・バードランドでライブを開催。八代が憧れるヘレン・メリルをゲストに招いて初共演した。そのライブの模様はNHK総合テレビのドキュメンタリー番組『演歌の女王 ジャズを歌う〜八代亜紀・ニューヨークでの挑戦〜』として放送。同番組が反響を呼び、8月に当日のライブを収録したアルバム『夢の夜〜ライヴ・イン・ニューヨーク』が発売された。さらに9月にはジャズ・フェスティバル「第12回 東京JAZZ」に出演するなど、演歌のコンサートと並行してジャズライブも積極的に実施していた。
2015年10月、寺岡呼人プロデュースによる初のブルース・アルバム『哀歌 -aiuta-』を発表。同アルバム発売を記念し、11月には3年ぶりにブルーノート東京で『AKI YASHIRO "aiuta" Special Night』を開催した。12月には東京国際フォーラムで『八代亜紀 "哀歌" クリスマスコンサート』を開催。
2017年10月、ジャズアルバム第2弾『夜のつづき』を発売し、前作『夜のアルバム』に続いてiTunesジャズチャートで1位を獲得する。同作品の発売を記念して11月にブルーノート東京、12月にビルボードライブ大阪、2018年1月にブルーノート名古屋でジャズライブを開催した。
2022年10月21日・22日の2日間にわたり、フランス・パリ日本文化会館で公演を開催した。公演は2020年の八代亜紀デビュー50周年に開催予定だったが、新型コロナウイルス感染拡大の影響で延期し、2年越しの開催を迎えた。オープニングの「雨の慕情」からエンディングの「舟唄」まで、全編を通して"八代演歌"で客席のパリジャンからスタンディングオベーションが起こった。

### 絵に関して
歌手活動だけにとどまらず、画家としても活動した。画家志望であった父親の影響により、小学生のころは将来画家になるつもりだった。また父親も、八代には歌手ではなく画家になってもらいたかったという。
子供のころから水彩画を描いていたが、40歳ごろに油絵の質感に惚れ込んで市川元晴に師事した。それ以来、写実的な油絵を描いていた。フランス「ル・サロン」展に1998年から5年連続で入選し、日本の芸能人として初の正会員（永久会員）になった。
歌と絵について本人は「歌うことも絵を描くこともエネルギーがいるけど、私の場合は歌という肉体労働で酷使した自分を、絵を描くことでマッサージしている感じ」と語っていた。

### ボランティアなど
面倒見の良い両親の影響もあり、若いころからボランティア活動をしていた。1981年より女子刑務所の慰問公演を始め、その後は老人ホームや福祉施設にも赴くようになった。2000年、日本全国すべての女子刑務所を訪問した。
ペルー元大統領・アルベルト・フジモリの両親が熊本県出身ということでフジモリを支援し、ペルーへのボランティア活動も行っていた。1994年にはペルー共和国のラ・メルセにヤシロアキ工業技術学校を設立した。
2011年の東日本大震災の後、何度か被災地に訪れて支援活動を行った。また、体育館で避難所暮らしをする被災者のために、当時の八代市長や市内の畳業者の協力を得て数千枚の畳を宮城県石巻市や東松島市などに届けた。
2016年4月に故郷で起きた熊本地震の後、被災地での無料コンサートへの参加や義援金を渡すなどの支援活動を行った。

### 故郷での社会貢献活動
2002年に八代市の商工会議所などを中心とした「八代亜紀と共に明日の八代をつくる会」が発足し、八代市の活性化を考える会合などに参加していた。この会をきっかけに熊本や八代市での社会貢献活動が増えた。
八代市で毎年5月に開かれるウォーキングイベント「九州国際スリーデーマーチ」に、2002年から毎年ゲスト出演しており、会場で絵画展やミニライブを行っていた。2017年の大会では八代にちなんだ「八代亜紀絵画コース」（10km）というコースもあった。
2003年からは八代地域の活性化を目的とした「八代亜紀絵画コンクール」の名誉会長を務めた。同コンクールには、八代が選ぶ「八代亜紀大賞」「八代亜紀賞」などの賞がある。
2004年に熊本県の観光や物産をPRする「くまもと誘友大使」の名誉大使第1号に就任。また、八代市をPRする「八代よかとこ大使」としても活動。さらに2009年から熊本市親善大使に就任した。
熊本県の文化振興活動の功績を讃えられ、2012年に「第22回くまもと県民文化賞」の特別賞を受賞した。また、2015年には八代市から市民栄誉賞を受賞された。
2019年、熊本で開かれた世界女子ハンドボール選手権の大会特別サポーターに就任し、同大会テーマソング「Hand in Hand～つなぐ想い～」の歌唱も担当した。

## 多方面での活躍
1973年に「なみだ恋」が大ヒットした後、トラック運転手から“トラック野郎の女神”として絶大な支持を得るようになり「八代観音」と呼ばれる八代の顔を模したデコトラも出現した。これがきっかけとなり、1977年に東映映画『トラック野郎・度胸一番星』に女ダンプ運転手「紅弁天」役で出演し、八代の曲「恋歌」が挿入歌として使用された。配給収入は10億9000万円を記録。当時の「夜のヒットスタジオ」（フジテレビ）出演時に、実際に運転して撮影したと話している。
1994年、少年漫画『とっても!ラッキーマン』で「ラッキー・クッキー・八代亜紀」というギャグが使われている。同作がアニメ化した際に本人がオープニングとエンディングを担当し「ラッキー・クッキー・八代亜紀」と歌唱した。
2005年から2006年に放送された朝日放送（ABC）『トリハダ 〜感じるボロ〜ン〜』では、バラエティ番組のレギュラー司会を初めて担当した。
2012年に故郷である熊本県八代市に新設された熊本県立八代清流高等学校の新校歌制作を依頼され「故郷の若者がふるさとを思い、愛する気持ちを持ってもらえれば」と快諾し、自ら作詞・作曲した校歌を贈った。
2013年、日本のヘヴィメタルフェス『LOUD PARK13』で鉄色クローンXのライブに飛び入り参加した。

## その他エピソード
厚化粧のイメージがついて回っていた時期があり、ギャグのネタにされたり、嘉門達夫に「リバーサイドホテル」の替え歌で「誰も知らない素顔の八代亜紀」と歌われるなどしていたが、彫りの深い顔立ちをしているだけで、実際の化粧は薄い。八代はその後、化粧品のテレビCMにすっぴんで登場し「ざまあ見ろ！」というセリフを発していた。2001年に発行された書籍「素顔」の帯にも、この文言がダブル・ミーニング的に使用されている。ビートたけしも「（八代は）厚化粧で、笑うとヒビが入る」などのギャグを飛ばしていた。
「お酒はぬるめの燗がいい」「肴はあぶったイカでいい」という歌詞が冒頭に登場する「舟唄」を歌っていたが、本人は「炙ったイカは好きなものの、酒は呑めない」とのこと。
王貞治から846号目の本塁打を打った際のバットを贈られ、礼として王の肖像画を描いて贈った。号数は語呂合わせで「やしろ」とかけている。
「舟唄」は多くの歌手にカバーされている。梶原しげるがイングリッシュ演歌としてカバーしたほか、2006年にコーヒー飲料・ボスのCMでトミー・リー・ジョーンズが歌い話題になった。八代本人も2001年に発売したアルバム『MOOD』では同曲をラップ調にアレンジして歌っている。
学園モノのコメディ漫画『ハイスクール!奇面組』では、八代の名前を使ったダジャレ「三畳紀 ジュラ紀 白亜紀 八代亜紀」が登場する。
1994年に元歌手でマネージャーだった男性と結婚した。父の助言で八代からプロポーズしたという。しかし2021年1月に離婚した。
2006年1月6日、タイヨーエレックのパチンコ台「CR 演歌の歌姫 八代亜紀」が稼動した。
生前は猫を飼っており、保護猫歴は60年。愛猫の絵を描いたこともある。
俳優の新田純一とは公私ともに親しく、ラジオなどでも共演機会が多かった。新田の妻が八代のヘアメイクを長年担当していており、八代の療養の際にも事務所スタッフとともに、ほぼ付きっきりで寄り添ったという。新田は八代の危篤の報を受けて駆け付けており、臨終も夫妻で看取っている。
2025年4月21日、ニューセンチュリーレコードが『八代亜紀 お宝シリーズ 第一弾 忘れないでね』を発売。八代のフルヌード写真2枚が封入され物議を醸した。

## 受賞歴
| 年     | 賞                                | 賞名                                                   | 受賞作品            |
| ------ | --------------------------------- | ------------------------------------------------------ | ------------------- |
| 1973年 | 第6回新宿音楽祭                   | 金賞                                                   | なみだ恋            |
| 1973年 | 夜のレコード大賞                  | 銀賞                                                   | なみだ恋            |
| 1973年 | 第6回日本有線大賞                 | 優秀賞                                                 | なみだ恋            |
| 1973年 | 第4回日本歌謡大賞                 | 放送音楽賞                                             | なみだ恋            |
| 1973年 | 第15回日本レコード大賞            | 歌唱賞                                                 | なみだ恋            |
| 1974年 | 夜のレコード大賞                  | 優秀スター賞                                           | 愛ひとすじ          |
| 1974年 | 第7回日本有線大賞                 | グランプリ                                             | 愛ひとすじ          |
| 1974年 | 第5回日本歌謡大賞                 | 放送音楽賞（2年連続）                                  | 愛ひとすじ          |
| 1974年 | 第16回日本レコード大賞            | 歌唱賞                                                 | 愛の執念            |
| 1975年 | 夜のレコード大賞                  | 夜のスター賞                                           | おんなの夢          |
| 1975年 | 第8回日本有線大賞                 | 会長特別賞                                             | おんなの夢          |
| 1975年 | 第8回日本有線大賞                 | ベストヒット賞                                         | おんなの夢          |
| 1975年 | 第8回日本有線大賞                 | 有線スター賞                                           | ともしび            |
| 1975年 | 第6回日本歌謡大賞                 | 放送音楽賞（3年連続）                                  | ともしび            |
| 1976年 | 第9回日本有線大賞                 | 有線スター賞                                           | もう一度逢いたい    |
| 1976年 | 第9回全日本有線放送大賞           | 功労賞                                                 | もう一度逢いたい    |
| 1976年 | 第7回日本歌謡大賞                 | 放送音楽賞（4年連続）                                  | もう一度逢いたい    |
| 1976年 | 第18回日本レコード大賞            | 最優秀歌唱賞                                           | もう一度逢いたい    |
| 1977年 | 第10回日本有線大賞                | 有線ヒット賞                                           | もう一度逢いたい    |
| 1977年 | 第10回全日本有線放送大賞          | 特別賞                                                 | おんな港町          |
| 1977年 | 第8回日本歌謡大賞                 | 放送音楽賞（5年連続）                                  | 愛の終着駅          |
| 1977年 | 第8回日本歌謡大賞                 | 特別連盟賞                                             | 愛の終着駅          |
| 1977年 | 第19回日本レコード大賞            | 最優秀歌唱賞（2年連続）                                | 愛の終着駅          |
| 1978年 | 第11回日本作詩大賞                | 入賞                                                   | 哀歌（エレジー）    |
| 1978年 | 第9回日本歌謡大賞                 | 放送音楽賞（6年連続）                                  | 故郷へ…             |
| 1978年 | 第20回日本レコード大賞            | 金賞                                                   | 故郷へ…             |
| 1979年 | 第12回日本有線大賞                | 有線音楽賞                                             | 涙の朝              |
| 1979年 | 第12回日本作詩大賞                | 入賞                                                   | 舟唄                |
| 1979年 | 第12回全日本有線放送大賞          | 特別賞                                                 | 舟唄                |
| 1979年 | 第10回日本歌謡大賞                | 放送音楽賞（7年連続）                                  | 舟唄                |
| 1979年 | 第21回日本レコード大賞            | 金賞                                                   | 舟唄                |
| 1980年 | 第6回日本テレビ音楽祭             | グランプリ                                             | 雨の慕情            |
| 1980年 | 第6回演歌大賞                     | 名人賞                                                 | 雨の慕情            |
| 1980年 | 第7回横浜音楽祭                   | 祭賞                                                   | 雨の慕情            |
| 1980年 | 第6回全日本歌謡音楽祭             | 優秀歌唱賞                                             | 雨の慕情            |
| 1980年 | 第13回日本有線大賞                | 有線音楽賞                                             | 雨の慕情            |
| 1980年 | 第13回全日本有線放送大賞          | 優秀スター賞                                           | 雨の慕情            |
| 1980年 | 第9回FNS歌謡祭                    | 最優秀視聴者賞                                         | 雨の慕情            |
| 1980年 | 第11回日本歌謡大賞                | 放送音楽賞（8年連続）                                  | 雨の慕情            |
| 1980年 | 第11回日本歌謡大賞                | 大賞                                                   | 雨の慕情            |
| 1980年 | 第22回日本レコード大賞            | 大賞                                                   | 雨の慕情            |
| 1981年 | 第18回ゴールデン・アロー賞        | 音楽賞                                                 |                     |
| 1981年 | 第2回古賀政男記念音楽大賞         | 優秀賞                                                 | 女心は港の灯        |
| 1981年 | 第14回日本作詩大賞                | 大衆賞                                                 | 女心は港の灯        |
| 1982年 | 第8回日本テレビ音楽祭             | 10周年特別賞                                           |                     |
| 1982年 | 第15回日本作詩大賞                | 作品賞                                                 | 海猫                |
| 1983年 | 第2回メガロポリス歌謡祭           | 演歌メガロポリス賞                                     | ブルーレイン大阪    |
| 1983年 | 第4回古賀政男記念音楽大賞         | 大賞                                                   | 恋の彩              |
| 1983年 | 第25回日本レコード大賞            | 特別金賞                                               | 日本海              |
| 1984年 | 第10回演歌大賞                    | 名誉歌手賞                                             |                     |
| 1984年 | 第17回日本作詩大賞                | 入賞                                                   | 恋瀬川              |
| 1987年 | 第20回日本有線大賞                | 20周年特別期待賞                                       |                     |
| 1988年 | 第15回横浜音楽祭                  | ラジオ日本演歌賞                                       | 冬に恋歌            |
| 1988年 | 第30回日本レコード大賞            | 企画賞                                                 | 北愁記              |
| 1989年 | 第8回メガロポリス歌謡祭           | 演歌メガロポリス賞                                     | 下町夢しぐれ        |
| 1989年 | 第16回横浜音楽祭                  | ラジオ日本演歌賞                                       | 下町夢しぐれ        |
| 1990年 | 第9回メガロポリス歌謡祭           | 特別賞                                                 | 花（ブーケ）束      |
| 1990年 | 第23回日本有線大賞                | 有線音楽優秀賞                                         | 花（ブーケ）束      |
| 1990年 | 第32回日本レコード大賞            | 作詞賞                                                 | 花（ブーケ）束      |
| 1996年 | 第29回日本作詩大賞                | 入賞                                                   | あんた逢いに来い    |
| 1996年 | 日本赤十字社金色有功章            | 日本赤十字社金色有功章                                 |                     |
| 1998年 | 第24回欧州国際美術展              | 入選                                                   | 見つめているものは… |
| 1998年 | フランス ル・サロン展             | 入選                                                   | 想い出              |
| 1999年 | 第32回日本作詩大賞                | 入賞                                                   | 風のブルース        |
| 1999年 | 日本・フランス現代美術展          | ル・サロン・フランス 芸術家協会名誉会長 会長連署功労賞 |                     |
| 1999年 | フランス ル・サロン展             | 入選銅賞                                               | 時は流れて          |
| 2000年 | フランス ル・サロン展             | 3年連続入選                                            | 風を見つめて…       |
| 2001年 | フランス ル・サロン展             | 4年連続入選                                            | 一夜物語            |
| 2002年 | フランス ル・サロン展             | 5年連続入選                                            | やすらぎ            |
| 2003年 | 第36回日本作詩大賞                | 入賞                                                   | 新宿なみだ町        |
| 2003年 | 政経文化画人展                    | 内閣総理大臣賞                                         |                     |
| 2008年 | 第9回日本・フランス現代美術世界展 | 特別賞                                                 |                     |
| 2010年 | 2010年度文化庁長官表彰            | 人の哀感を巧みに描き出す魅力的な歌声と歌唱技術         |                     |
| 2011年 | 第23回国際宝飾展                  | 日本ジュエリーベストドレッサー賞 60代女性部門          |                     |
| 2021年 | 第42回松尾芸能賞                  | 大賞                                                   |                     |
| 2024年 | 第66回輝く!日本レコード大賞       | 特別功労賞                                             |                     |

## ディスコグラフィ

### シングル
- 1〜36：テイチク、37〜52：センチュリー、53〜107・111：日本コロムビア、108〜110：Virgin Music。

| #   | 発売日          | A/B面 | タイトル                        | 作詞            | 作曲                | 編曲           | オリコン 最高順位 | 規格品番   |
| --- | --------------- | ----- | ------------------------------- | --------------- | ------------------- | -------------- | ----------------- | ---------- |
| 1   | 1971年 9月25日  | A面   | 愛は死んでも                    | 池田充男        | 野崎真一            | 伊藤雪彦       | -                 | SN-1170    |
| 1   | 1971年 9月25日  | B面   | 赤坂はせつなくて                | 池田充男        | 野崎真一            | 伊藤雪彦       | -                 | SN-1170    |
| 2   | 1972年 1月25日  | A面   | 別れてあなたを                  | 悠木圭子        | 鈴木淳              | 森岡賢一郎     | -                 | SN-1206    |
| 2   | 1972年 1月25日  | B面   | 淋しい朝                        | あきらはるお    | 鈴木淳              | 森岡賢一郎     | -                 | SN-1206    |
| 3   | 1972年 10月25日 | A面   | 恋街ブルース                    | 悠木圭子        | 鈴木淳              | 小谷充         | 88位              | SN-1282    |
| 3   | 1972年 10月25日 | B面   | ドアーを叩いて                  | 悠木圭子        | 鈴木淳              | 小谷充         | 88位              | SN-1282    |
| 4   | 1973年 2月5日   | A面   | なみだ恋                        | 悠木圭子        | 鈴木淳              | 小谷充         | 12位              | SN-1300    |
| 4   | 1973年 2月5日   | B面   | 雨のカフェテラス                | 二条冬詩夫      | 鈴木淳              | 小谷充         | 12位              | SN-1300    |
| 5   | 1973年 6月1日   | A面   | おんなの涙                      | 悠木圭子        | 鈴木淳              | 伊藤雪彦       | 17位              | SN-1310    |
| 5   | 1973年 6月1日   | B面   | 未練恋                          | 悠木圭子        | 鈴木淳              | 伊藤雪彦       | 17位              | SN-1310    |
| 6   | 1973年 10月1日  | A面   | 女ごころ                        | 千家和也        | 鈴木淳              | 伊藤雪彦       | 19位              | SN-1333    |
| 6   | 1973年 10月1日  | B面   | 過去                            | 悠木圭子        | 鈴木淳              | 小谷充         | 19位              | SN-1333    |
| 7   | 1974年 1月25日  | A面   | しのび恋                        | 悠木圭子        | 鈴木淳              | 伊藤雪彦       | 13位              | SN-1377    |
| 7   | 1974年 1月25日  | B面   | みれん雨                        | 野本高平        | 伊藤雪彦            | 伊藤雪彦       | 13位              | SN-1377    |
| -   | 1974年          | A面   | 長崎はみなと町                  | 二条冬詩夫      | 伊藤雪彦            | 伊藤雪彦       | -                 | SN-1381    |
| -   | 1974年          | B面   | 霧の摩周湖                      | 水島哲          | 平尾昌晃            | 伊藤雪彦       | -                 | SN-1381    |
| -   | 1974年          | A面   | ひとり花                        | 中山寛          | 野崎真一            | 伊藤雪彦       | -                 | SN-1382    |
| -   | 1974年          | B面   | 恋あざみ                        | 泉淳三          | 彩木雅夫            | 伊藤雪彦       | -                 | SN-1382    |
| -   | 1974年          | A面   | 船は行く                        | 吉田旺          | 彩木雅夫            | 伊藤雪彦       | -                 | SN-1383    |
| -   | 1974年          | B面   | あなたのブルース                | 藤本卓也        | 藤本卓也            | 伊藤雪彦       | -                 | SN-1383    |
| 8   | 1974年 5月25日  | A面   | 愛ひとすじ                      | 川内康範        | 北原じゅん          | 小谷充         | 10位              | SN-1397    |
| 8   | 1974年 5月25日  | B面   | 別れのフェリーボート            | 川内康範        | 北原じゅん          | 小谷充         | 10位              | SN-1397    |
| 9   | 1974年 9月25日  | A面   | 愛の執念                        | 川内康範        | 北原じゅん          | 伊藤雪彦       | 9位               | SN-1417    |
| 9   | 1974年 9月25日  | B面   | 悲しい夢                        | 川内康範        | 北原じゅん          | 伊藤雪彦       | 9位               | SN-1417    |
| 10  | 1975年 1月25日  | A面   | おんなの夢                      | 悠木圭子        | 鈴木淳              | 馬場良         | 3位               | SN-1433    |
| 10  | 1975年 1月25日  | B面   | 雨の港町                        | 悠木圭子        | 鈴木淳              | 竹村次郎       | 3位               | SN-1433    |
| 11  | 1975年 5月25日  | A面   | ともしび                        | 悠木圭子        | 鈴木淳              | 竜崎孝路       | 10位              | SN-1451    |
| 11  | 1975年 5月25日  | B面   | 最終列車                        | 悠木圭子        | 鈴木淳              | 鈴木淳         | 10位              | SN-1451    |
| 12  | 1975年 9月25日  | A面   | 貴方につくします                | 悠木圭子        | 鈴木淳              | 鈴木淳         | 10位              | SN-1474    |
| 12  | 1975年 9月25日  | B面   | わかれ雨                        | 悠木圭子        | 鈴木淳              | 鈴木淳         | 10位              | SN-1474    |
| 13  | 1975年 10月25日 | A面   | 愛していません                  | ジェームス三木  | 野崎真一            | 伊藤雪彦       | 48位              | SN-1480    |
| 13  | 1975年 10月25日 | B面   | 命つくして                      | 朝倉一雄        | 野崎真一            | 伊藤雪彦       | 48位              | SN-1480    |
| 14  | 1976年 1月25日  | A面   | 花水仙                          | 池田充男        | 浜圭介              | 伊藤雪彦       | 14位              | SN-1494    |
| 14  | 1976年 1月25日  | B面   | 白い桟橋                        | 池田充男        | 伊藤雪彦            | 伊藤雪彦       | 14位              | SN-1494    |
| 15  | 1976年 5月25日  | A面   | ふたりづれ                      | 池田充男        | 伊藤雪彦            | 伊藤雪彦       | 15位              | RS-6       |
| 15  | 1976年 5月25日  | B面   | 霧笛                            | 池田充男        | 伊藤雪彦            | 伊藤雪彦       | 15位              | RS-6       |
| 16  | 1976年 7月25日  | A面   | 夢魔のブルース                  | 川内康範        | 北原じゅん          | 小谷充         | 69位              | RS-12      |
| 16  | 1976年 7月25日  | B面   | かくれ妻                        | 川内康範        | 北原じゅん          | 小谷充         | 69位              | RS-12      |
| 17  | 1976年 9月25日  | A面   | もう一度逢いたい                | 山口洋子        | 野崎真一            | 竜崎孝路       | 9位               | RS-22      |
| 17  | 1976年 9月25日  | B面   | 女の燈台                        | 小島高志        | 広崎竜二            | 伊藤雪彦       | 9位               | RS-22      |
| 18  | 1976年 11月25日 | A面   | あい逢い横丁                    | ジェームス三木  | いずみたく          | 親泊正昇       | 87位              | RS-37      |
| 18  | 1976年 11月25日 | B面   | かげろうの唄                    | 山川啓介        | いずみたく          | 親泊正昇       | 87位              | RS-37      |
| 19  | 1977年 2月5日   | A面   | おんな港町                      | 二条冬詩夫      | 伊藤雪彦            | 伊藤雪彦       | 13位              | RS-46      |
| 19  | 1977年 2月5日   | B面   | 盛り場                          | 池田充男        | 伊藤雪彦            | 伊藤雪彦       | 13位              | RS-46      |
| 20  | 1977年 5月25日  | A面   | 恋歌                            | 池田充男        | 伊藤雪彦            | 伊藤雪彦       | 16位              | RS-66      |
| 20  | 1977年 5月25日  | B面   | 迷い                            | 鳥井実          | 浜圭介              | 若草恵         | 16位              | RS-66      |
| 21  | 1977年 8月5日   | A面   | 愛されてみたい                  | 小野朱美        | 遠藤実              | 斉藤恒夫       | 50位              | RS-80      |
| 21  | 1977年 8月5日   | B面   | 夜の顔                          | 荒川利夫        | 遠藤実              | 斉藤恒夫       | 50位              | RS-80      |
| 22  | 1977年 9月25日  | A面   | 愛の終着駅                      | 池田充男        | 野崎真一            | 竹村次郎       | 13位              | RS-85      |
| 22  | 1977年 9月25日  | B面   | なみだの艶歌                    | 池田充男        | 野崎真一            | 伊藤雪彦       | 13位              | RS-85      |
| 23  | 1977年 11月25日 | A面   | おんな橋                        | 梅林貴久生      | 菊池俊輔            | 菊池俊輔       | -                 | RS-100     |
| 23  | 1977年 11月25日 | B面   | もう泣きません                  | 梅林貴久生      | 菊池俊輔            | 菊池俊輔       | -                 | RS-100     |
| 24  | 1978年 1月25日  | A面   | 愛の條件                        | 川内康範        | 北原じゅん          | 小谷充         | 21位              | RS-105     |
| 24  | 1978年 1月25日  | B面   | ひとり寝                        | 川内康範        | 北原じゅん          | 小谷充         | 21位              | RS-105     |
| 25  | 1978年 5月25日  | A面   | 哀歌                            | 谷村新司        | 谷村新司            | 竹村次郎       | 20位              | RS-123     |
| 25  | 1978年 5月25日  | B面   | ボンボヤージ                    | 谷村新司        | 谷村新司            | 小谷充         | 20位              | RS-123     |
| 26  | 1978年 9月25日  | A面   | 故郷へ…                         | 池田充男        | 野崎真一            | 竹村次郎       | 26位              | RS-135     |
| 26  | 1978年 9月25日  | B面   | 愛の歳月                        | 杉紀彦          | 弦哲也              | 伊藤雪彦       | 26位              | RS-135     |
| 27  | 1979年 1月25日  | A面   | 涙の朝                          | 悠木圭子        | 鈴木淳              | 馬場良         | 17位              | RS-151     |
| 27  | 1979年 1月25日  | B面   | ながれ花                        | 悠木圭子        | 鈴木淳              | 馬場良         | 17位              | RS-151     |
| 28  | 1979年 5月25日  | A面   | 舟唄                            | 阿久悠          | 浜圭介              | 竜崎孝路       | 15位              | RS-165     |
| 28  | 1979年 5月25日  | B面   | 長いプラットホーム              | 阿久悠          | 中村泰士            | 竜崎孝路       | 15位              | RS-165     |
| 29  | 1979年 9月25日  | A面   | 女だから                        | 悠木圭子        | 鈴木淳              | 馬場良         | 27位              | RS-180     |
| 29  | 1979年 9月25日  | B面   | あなたの子守唄                  | 悠木圭子        | 鈴木淳              | 小杉仁三       | 27位              | RS-180     |
| 30  | 1980年 4月25日  | A面   | 雨の慕情                        | 阿久悠          | 浜圭介              | 竜崎孝路       | 9位               | RS-195     |
| 30  | 1980年 4月25日  | B面   | 男と女・酒と歌                  | 阿久悠          | 浜圭介              | 竜崎孝路       | 9位               | RS-195     |
| 31  | 1980年 9月10日  | A面   | 港町絶唱                        | 阿久悠          | 浜圭介              | 竜崎孝路       | 28位              | RS-220     |
| 31  | 1980年 9月10日  | B面   | 死ぬほど愛して                  | 阿久悠          | 浜圭介              | 竜崎孝路       | 28位              | RS-220     |
| 32  | 1981年 2月5日   | A面   | 女の街角                        | 悠木圭子        | 鈴木淳              | 斉藤恒夫       | 23位              | RE-510     |
| 32  | 1981年 2月5日   | B面   | 私にお世話を…                   | 池田充男        | 鈴木淳              | 斉藤恒夫       | 23位              | RE-510     |
| 33  | 1981年 4月25日  | A面   | あなたに逢いたい                | 五木寛之        | 弦哲也              | 竜崎孝路       | 41位              | RE-524     |
| 33  | 1981年 4月25日  | B面   | たそがれの歩道橋                | 五木寛之        | 呼子雅彦            | 竜崎孝路       | 41位              | RE-524     |
| 34  | 1981年 7月10日  | A面   | 女心は港の灯                    | 山口洋子        | 弦哲也              | 京建輔         | 48位              | RE-530     |
| 34  | 1981年 7月10日  | B面   | 港は日暮れ                      | 山口洋子        | 弦哲也              | 京建輔         | 48位              | RE-530     |
| 35  | 1981年 10月5日  | A面   | うしろ影                        | 山口洋子        | 北原じゅん          | 竜崎孝路       | 50位              | RE-540     |
| 35  | 1981年 10月5日  | B面   | なみだ倶楽部                    | 山口洋子        | 北原じゅん          | 竜崎孝路       | 50位              | RE-540     |
| 36  | 1981年 12月20日 | A面   | はまなすの花が咲いたら          | 岡本おさみ      | 樋口康雄            | 樋口康雄       | -                 | RE-543     |
| 36  | 1981年 12月20日 | B面   | 黒い髪                          | 岡本おさみ      | 樋口康雄            | 樋口康雄       | -                 | RE-543     |
| 37  | 1982年 4月5日   | A面   | あなたと生きる                  | 五島新          | 森安俊行            | 斉藤恒夫       | 34位              | 7AC-0001   |
| 37  | 1982年 4月5日   | B面   | 銀座海峡                        | 五島新          | 森安俊行            | 斉藤恒夫       | 34位              | 7AC-0001   |
| 38  | 1982年 8月21日  | A面   | 海猫                            | 高橋直人        | 小林学              | 竜崎孝路       | 43位              | 7AC-0004   |
| 38  | 1982年 8月21日  | B面   | さいごの恋人                    | 杉紀彦          | 曽根幸明            | 竜崎孝路       | 43位              | 7AC-0004   |
| 39  | 1982年 10月21日 | A面   | いい顔になったね                | 八代亜紀        | 八代亜紀            | 斉藤恒夫       | -                 | 7AC-0005   |
| 39  | 1982年 10月21日 | B面   | 新宿情話                        | みなみらんぼう  | 八代亜紀            | 斉藤恒夫       | -                 | 7AC-0005   |
| 40  | 1982年 10月21日 | A面   | うれし泣き                      | 八代亜紀        | 八代亜紀            | 竜崎孝路       | -                 | 7AC-0006   |
| 40  | 1982年 10月21日 | B面   | 新宿螢                          | 八代亜紀        | 八代亜紀            | 斉藤恒夫       | -                 | 7AC-0006   |
| 41  | 1982年 10月21日 | A面   | 夜更けの二人                    | 八代亜紀        | 八代亜紀            | 竜崎孝路       | -                 | 7AC-0007   |
| 41  | 1982年 10月21日 | B面   | 北海おんな節                    | 高田宏治        | 立花亮              | 立花亮         | -                 | 7AC-0007   |
| 42  | 1983年 1月21日  | A面   | 積木の城                        | なかにし礼      | 浜圭介              | 竜崎孝路       | -                 | 7AC-0008   |
| 42  | 1983年 1月21日  | B面   | 異国の人                        | なかにし礼      | 浜圭介              | 竜崎孝路       | -                 | 7AC-0008   |
| 43  | 1983年 3月20日  | A面   | なみだ川                        | 荒木とよひさ    | 三木たかし          | 三木たかし     | 45位              | 7AC-0010   |
| 43  | 1983年 3月20日  | B面   | 只今恋のド真中                  | 里村龍一        | 野崎真一            | 竹村次郎       | 45位              | 7AC-0010   |
| 44  | 1983年 5月21日  | A面   | ブルーレイン大阪                | 荒木とよひさ    | 浜圭介              | 馬飼野俊一     | 61位              | 7AC-0013   |
| 44  | 1983年 5月21日  | B面   | 夢ならさめないで                | 水木れいじ      | 浜圭介              | 馬飼野俊一     | 61位              | 7AC-0013   |
| 45  | 1983年 8月21日  | A面   | 日本海                          | 阿久悠          | 大野克夫            | 三木たかし     | 79位              | 7AC-0014   |
| 45  | 1983年 8月21日  | B面   | おんな北帰行                    | 阿久悠          | 浜圭介              | 竜崎孝路       | 79位              | 7AC-0014   |
| 46  | 1983年 10月21日 | A面   | 恋の彩                          | 麻生香太郎      | 藤本卓也            | 藤本卓也       | -                 | 7AC-0017   |
| 46  | 1983年 10月21日 | B面   | 想い出涙色                      | 麻生香太郎      | 藤本卓也            | 藤本卓也       | -                 | 7AC-0017   |
| 47  | 1984年 2月21日  | A面   | ふたりの夢                      | 悠木圭子        | 鈴木淳              | 斉藤恒夫       | 57位              | 7AC-0020   |
| 47  | 1984年 2月21日  | B面   | 粉雪の手紙                      | 池田充男        | 野崎真一            | 竹村次郎       | 57位              | 7AC-0020   |
| 48  | 1984年 5月21日  | A面   | 涙の最終列車                    | 池田充男        | 野崎真一            | 竹村次郎       | 69位              | 7AC-0022   |
| 48  | 1984年 5月21日  | B面   | 陸の船乗り -ロンサム ロード-    | 山口洋子        | 中村泰士            | 川村栄二       | 69位              | 7AC-0022   |
| 49  | 1984年 5月21日  | A面   | 夢待草                          | 荒川利夫        | 聖川湧              | 竹村次郎       | -                 | 7AC-0023   |
| 49  | 1984年 5月21日  | B面   | 恋慕夜曲                        | 吉田旺          | 浜圭介              | 馬飼野俊一     | -                 | 7AC-0023   |
| 50  | 1984年 10月5日  | A面   | 恋瀬川                          | 秋野めぐみ      | 竹田賢              | 斉藤恒夫       | 52位              | 7AC-0031   |
| 50  | 1984年 10月5日  | B面   | 愛夢                            | 山口洋子        | 中村泰士            | 川村栄二       | 52位              | 7AC-0031   |
| 51  | 1985年 4月5日   | A面   | 愛しても今は他人                | 石本美由起      | 遠藤実              | 斉藤恒夫       | 86位              | 7AC-0034   |
| 51  | 1985年 4月5日   | B面   | 裏町しぐれ                      | 石本美由起      | 遠藤実              | 斉藤恒夫       | 86位              | 7AC-0034   |
| 52  | 1985年 9月21日  | A面   | 命火                            | 石原信一        | 浜圭介              | 竜崎孝路       | 79位              | 7AC-0043   |
| 52  | 1985年 9月21日  | B面   | おんなの情念                    | 秋野めぐみ      | 竹田賢              | 小谷充         | 79位              | 7AC-0043   |
| 53  | 1986年 8月22日  | A面   | 港町純情                        | 水木かおる      | 鈴木淳              | 池多孝春       | 87位              | AH-760     |
| 53  | 1986年 8月22日  | B面   | あなたの噓                      | 鳥井実          | 鈴木淳              | 池多孝春       | 87位              | AH-760     |
| 54  | 1987年 4月1日   | A面   | 竜二                            | 吉岡治          | 三木たかし          | 川口真         | 84位              | AH-817     |
| 54  | 1987年 4月1日   | B面   | うぬぼれ鏡                      | 吉岡治          | 三木たかし          | 佐藤寛         | 84位              | AH-817     |
| 55  | 1987年 4月1日   | A面   | 砂の城                          | 吉岡治          | 三木たかし          | 川口真         | -                 | AH-818     |
| 55  | 1987年 4月1日   | B面   | あばよ港町                      | 吉岡治          | 三木たかし          | 佐藤寛         | -                 | AH-818     |
| 56  | 1987年 9月21日  | A面   | 恋は火の川                      | 池田充男        | 徳久広司            | 京建輔         | 49位              | AH-863     |
| 56  | 1987年 9月21日  | B面   | 紅歌                            | 石原信一        | 徳久広司            | 京建輔         | 49位              | AH-863     |
| 57  | 1988年 4月1日   | A面   | かもめの歌                      | 阿久悠          | 浜圭介              | 馬飼野俊一     | -                 | AH-930     |
| 57  | 1988年 4月1日   | B面   | 北都の女                        | 阿久悠          | 浜圭介              | 桜庭伸幸       | -                 | AH-930     |
| 58  | 1988年 6月1日   | A面   | 最終ひかり                      | 沢ひとし        | 大船わたる          | かみたかし     | -                 | AH-937     |
| 58  | 1988年 6月1日   | B面   | こころうた                      | 曽我部博士      | 荒木圭男            | 前田俊明       | -                 | AH-937     |
| 59  | 1988年 9月1日   | A面   | 冬の恋歌                        | 阿久悠          | 浜圭介              | 馬飼野俊一     | -                 | AH-974     |
| 59  | 1988年 9月1日   | B面   | 野暮                            | 阿久悠          | 浜圭介              | 馬飼野俊一     | -                 | AH-974     |
| 60  | 1989年 2月10日  | 01    | 下町 夢しぐれ                   | 石本美由起      | 岡千秋              | 佐伯亮         | 49位              | 12CA-8153  |
| 60  | 1989年 2月10日  | 02    | 信濃路の里                      | 石本美由起      | 岡千秋              | 佐伯亮         | 49位              | 12CA-8153  |
| 61  | 1990年 2月10日  | 01    | 花 (ブーケ) 束                  | 阿久悠          | 服部克久            | 服部隆之       | 67位              | CA-8390    |
| 61  | 1990年 2月10日  | 02    | たそがれ東京                    | 阿久悠          | 服部良一            | 服部克久       | 67位              | CA-8390    |
| 62  | 1991年 2月21日  | 01    | カクテル                        | 阿久悠          | 川口真              | 若草恵         | -                 | CODA-8666  |
| 62  | 1991年 2月21日  | 02    | 接吻                            | 阿久悠          | 川口真              | 若草恵         | -                 | CODA-8666  |
| 63  | 1991年 8月21日  | 01    | 愛を信じたい                    | 秋元康          | 中崎英也            | 川村栄二       | -                 | CODA-8787  |
| 63  | 1991年 8月21日  | 02    | 酒占い                          | 秋元康          | 中崎英也            | 川村栄二       | -                 | CODA-8787  |
| 64  | 1991年 10月1日  | 01    | 熱海あたりで                    | 秋元康          | 林哲司              | 服部隆之       | -                 | CODA-8798  |
| 64  | 1991年 10月1日  | 02    | はっけよい                      | 秋元康          | 高橋研              | 若草恵         | -                 | CODA-8798  |
| 65  | 1992年 4月10日  | 01    | 雪のれん                        | 松井由利夫      | 遠藤実              | 佐伯亮         | 89位              | CODA-9     |
| 65  | 1992年 4月10日  | 02    | 風紋                            | 松井由利夫      | 遠藤実              | 佐伯亮         | 89位              | CODA-9     |
| 66  | 1993年 3月21日  | 01    | カラス                          | 岡田冨美子      | 浜圭介              | 若草恵         | -                 | CODA-168   |
| 66  | 1993年 3月21日  | 02    | 「思秋」奥嵯峨                  | MAKI            | 竹田賢              | 桜庭伸幸       | -                 | CODA-168   |
| 67  | 1994年 3月21日  | 01    | あかんたれ                      | もず唱平        | 弦哲也              | 前田俊明       | 94位              | CODA-397   |
| 67  | 1994年 3月21日  | 02    | あなただけ                      | 石坂まさを      | 弦哲也              | 前田俊明       | 94位              | CODA-397   |
| 68  | 1994年 5月21日  | 01    | ラッキーマンの歌                | ガモウひろし    | 佐瀬寿一            | 矢野立美       | -                 | CODC-426   |
| 68  | 1994年 5月21日  | 02    | 恋はブーガ                      | 高田ひろお      | 佐瀬寿一            | 矢野立美       | -                 | CODC-426   |
| 69  | 1995年 3月21日  | 01    | とおりゃんせ                    | 悠木圭子        | 鈴木淳              | 竜崎孝路       | 91位              | CODA-606   |
| 69  | 1995年 3月21日  | 02    | 女は花になれ                    | 悠木圭子        | 鈴木淳              | 竜崎孝路       | 91位              | CODA-606   |
| 70  | 1996年 2月21日  | 01    | あんた逢いに来い                | 麻こよみ        | 西峰卓矢            | 前田俊明       | -                 | CODA-883   |
| 70  | 1996年 2月21日  | 02    | 夢のあとさき                    | 建石一          | 伊藤雪彦            | 若草恵         | -                 | CODA-883   |
| 71  | 1996年 10月19日 | 01    | 泡沫〜UTAKATA〜                 | 野村万之丞      | 野村万之丞          | 竜崎孝路       | -                 | CODA-1024  |
| 71  | 1996年 10月19日 | 02    | (大河ドラマバージョン)          | 野村万之丞      | 野村万之丞          | 野村万之丞     | -                 | CODA-1024  |
| 72  | 1997年 1月21日  | 01    | ミスター サムシング ブルー      | 湯川れい子      | 長谷川智樹          | 長谷川智樹     | -                 | CODA-1146  |
| 72  | 1997年 1月21日  | 02    | Sentimental Boat to Heaven      | 湯川れい子      | 鴨宮諒              | 長谷川智樹     | -                 | CODA-1146  |
| 73  | 1997年 5月21日  | 01    | ほんね                          | たかたかし      | 杉本真人            | 矢野立美       | -                 | CODA-1237  |
| 73  | 1997年 5月21日  | 02    | 桜吹雪の中で                    | 松本比呂        | 松本比呂            | 若草恵         | -                 | CODA-1237  |
| 74  | 1997年 11月1日  | 01    | 男はつらいよ                    | 星野哲郎        | 山本直純            | 山本純ノ介     | -                 | CODA-1343  |
| 74  | 1997年 11月1日  | 02    | さよならあんた                  | 河島英五        | 河島英五            | 川口真         | -                 | CODA-1343  |
| 75  | 1998年 3月21日  | 01    | 盛り場流れ唄                    | 悠木圭子        | 鈴木淳              | 池多孝春       | -                 | CODA-1457  |
| 75  | 1998年 3月21日  | 02    | きずな                          | 悠木圭子        | 鈴木淳              | 池多孝春       | -                 | CODA-1457  |
| 76  | 1998年 9月19日  | 01    | あなたに乾盃                    | 悠木圭子        | 鈴木淳              | 竜崎孝路       | -                 | CODA-1622  |
| 76  | 1998年 9月19日  | 02    | おもかげ                        | 悠木圭子        | 鈴木淳              | 前田俊明       | -                 | CODA-1622  |
| 77  | 1999年 3月20日  | 01    | 風のブルース                    | 吉田旺          | 杉本眞人            | 前田俊明       | -                 | CODA-1717  |
| 77  | 1999年 3月20日  | 02    | 紅の花                          | 秋野めぐみ      | 竹田賢              | 前田俊明       | -                 | CODA-1717  |
| 78  | 2000年 2月19日  | 01    | 朧月夜                          | 阿久悠          | 弦哲也              | 前田俊明       | -                 | CODA-1827  |
| 78  | 2000年 2月19日  | 02    | ひまわりワルツ                  | 阿久悠          | 弦哲也              | 前田俊明       | -                 | CODA-1827  |
| 79  | 2000年 2月19日  | 01    | グアム慕情                      | ひさとみまこと  | 中谷靖之助          | 中谷靖之助     | -                 | CODA-1838  |
| 80  | 2000年 8月19日  | 01    | あなたの背中に                  | 阿久悠          | 杉本眞人            | 南郷達也       | -                 | CODA-1891  |
| 80  | 2000年 8月19日  | 02    | ステーションホテル24時          | 阿久悠          | 杉本眞人            | 竜崎孝路       | -                 | CODA-1891  |
| 81  | 2001年 3月17日  | 01    | これからがある                  | もず唱平        | 伊藤雪彦            | 伊戸のりお     | -                 | CODA-1938  |
| 81  | 2001年 3月17日  | 02    | 愛の影                          | 水木れいじ      | 伊藤雪彦            | 川口真         | -                 | CODA-1938  |
| 82  | 2001年 7月25日  | 01    | あした天気になーれ              | もず唱平        | 大谷明裕            | 伊戸のりお     | -                 | CODA-1984  |
| 82  | 2001年 7月25日  | 02    | Memorie's                       | 西森三紗        | 亜乃庸              | 竜崎孝路       | -                 | CODA-1984  |
| 83  | 2002年 2月21日  | 01    | 友の焼酎                        | いではく        | 大谷明裕            | 竜崎孝路       | -                 | CODA-2024  |
| 83  | 2002年 2月21日  | 02    | 冬の鷗                          | いではく        | 大谷明裕            | 桜庭伸幸       | -                 | CODA-2024  |
| 84  | 2002年 10月19日 | 01    | 哀しみよ隣りで眠れ              | 荒木とよひさ    | 徳久広司            | 伊戸のりお     | 69位              | CODA-2063  |
| 84  | 2002年 10月19日 | 02    | 友の焼酎                        | いではく        | 大谷明裕            | 竜崎孝路       | 69位              | CODA-2063  |
| 85  | 2003年 4月2日   | 01    | 裸足のシンデレラ                | 悠木圭子        | 鈴木淳              | 竜崎孝路       | 129位             | CODA-2095  |
| 85  | 2003年 4月2日   | 02    | 春夏秋冬ふられ節                | 荒木とよひさ    | 鈴木淳              | 伊戸のりお     | 129位             | CODA-2095  |
| 86  | 2003年 7月23日  | 01    | 新宿なみだ町                    | 荒木とよひさ    | 鈴木淳              | 川村栄二       | 84位              | COCA-15501 |
| 86  | 2003年 7月23日  | 02    | 昭和の灯り                      | 荒木とよひさ    | 鈴木淳              | 川村栄二       | 84位              | COCA-15501 |
| 87  | 2004年 4月21日  | 01    | 新宿なみだ町                    | 荒木とよひさ    | 鈴木淳              | 川村栄二       | -                 | COCA-15661 |
| 87  | 2004年 4月21日  | 02    | おのれ道                        | 渡邊智央        | 一色真実            | 長谷川智樹     | -                 | COCA-15661 |
| 88  | 2004年 7月21日  | 01    | 不知火酒                        | 荒木とよひさ    | 聖川湧              | 石倉重信       | 77位              | COCA-15682 |
| 88  | 2004年 7月21日  | 02    | 愛を信じたい                    | 秋元康          | 中崎英也            | 川村栄二       | 77位              | COCA-15682 |
| 89  | 2005年 3月23日  | 01    | 不知火情話                      | 荒木とよひさ    | 岡千秋              | 南郷達也       | 66位              | COCA-15744 |
| 89  | 2005年 3月23日  | 02    | 生まれ変わる朝                  | 八代亜紀        | 長谷川智樹          | 長谷川智樹     | 66位              | COCA-15744 |
| 90  | 2005年 9月21日  | 01    | 白い花                          | YANCY           | YANCY               | YANCY          | -                 | COCA-15798 |
| 90  | 2005年 9月21日  | 02    | 空に星があるように              | 荒木一郎        | 荒木一郎            | YANCY          | -                 | COCA-15798 |
| 91  | 2006年 1月18日  | 01    | 骨までしびれるブルースを        | 荒木とよひさ    | 水森英夫            | 矢野立美       | 104位             | COCA-15832 |
| 91  | 2006年 1月18日  | 02    | 最後の女                        | 秋野めぐみ      | 竹田賢              | 前田俊明       | 104位             | COCA-15832 |
| 92  | 2006年 8月23日  | 01    | 女心と秋の空                    | 所ジョージ      | 所ジョージ          | 石倉重信       | 109位             | COCA-15919 |
| 92  | 2006年 8月23日  | 02    | お酒を飲んで…                   | 所ジョージ      | 所ジョージ          | 石倉重信       | 109位             | COCA-15919 |
| 93  | 2007年 2月21日  | 01    | 鰻谷                            | 河島英五        | 河島英五            | 河島翔馬       | 179位             | COCA-15959 |
| 93  | 2007年 2月21日  | 02    | 月の花まつり                    | 河島英五        | 河島英五            | 若草恵         | 179位             | COCA-15959 |
| 94  | 2007年 7月18日  | 01    | 立ち呑み『小春』                | もず唱平        | 円広志              | 前田俊明       | 105位             | COCA-16002 |
| 94  | 2007年 7月18日  | 02    | 悲しみの法則                    | BORO            | BORO                | 矢野立美       | 105位             | COCA-16002 |
| 95  | 2008年 2月20日  | 01    | 役者                            | たきのえいじ    | 大谷明裕            | 竜崎孝路       | 100位             | COCA-16063 |
| 95  | 2008年 2月20日  | 02    | 宗谷岬                          | 松山千春        | 松山千春            | 石倉重信       | 100位             | COCA-16063 |
| 96  | 2008年 5月21日  | 01    | 東京音頭〜Remixed by J.P.〜     | 西條八十        | 中山晋平            | J.P.           | -                 | COCA-16081 |
| 96  | 2008年 5月21日  | 02    | 東京ブギウギ〜Remixed by J.P.〜 | 鈴木勝          | 服部良一            | J.P.           | -                 | COCA-16081 |
| 96  | 2008年 5月21日  | 03    | 東京音頭(正調)                  | 西條八十        | 中山晋平            | 石倉重信       | -                 | COCA-16081 |
| 97  | 2008年 9月24日  | 01    | 昭和の歌など聴きながら          | 荒木とよひさ    | 徳久広司            | 石倉重信       | 88位              | COCA-16182 |
| 97  | 2008年 9月24日  | 02    | 漢江の月                        | 荒木とよひさ    | 徳久広司            | 前田俊明       | 88位              | COCA-16182 |
| 98  | 2009年 9月16日  | 01    | 純情カプチーノ                  | 岡田冨美子      | 徳久広司            | 竜崎孝路       | 54位              | COCA-16291 |
| 98  | 2009年 9月16日  | 02    | 女の予感                        | 岡田冨美子      | 徳久広司            | 竜崎孝路       | 54位              | COCA-16291 |
| 99  | 2010年 4月7日   | 01    | 一枚のLP盤                      | 荒木とよひさ    | 杉本眞人            | 宮崎慎二       | 61位              | COCA-16349 |
| 99  | 2010年 4月7日   | 02    | 昭和の歌など聴きながら          | 荒木とよひさ    | 徳久広司            | 石倉重信       | 61位              | COCA-16349 |
| 99  | 2010年 4月7日   | 03    | CRY ME A RIVER                  | Arthur Hamilton | Arthur Hamilton     | 京建輔         | 61位              | COCA-16349 |
| 100 | 2011年 1月19日  | 01    | 人生の贈りもの                  | 吉元由美        | 都志見隆            | 矢野立美       | 93位              | COCA-16438 |
| 100 | 2011年 1月19日  | 02    | 一枚のLP盤                      | 荒木とよひさ    | 杉本眞人            | 宮崎慎二       | 93位              | COCA-16438 |
| 100 | 2011年 1月19日  | 03    | 愛を信じたい                    | 秋元康          | 中崎英也            | 川村栄二       | 93位              | COCA-16438 |
| 101 | 2011年 10月19日 | 01    | デスティニーラブ                | 石原信一        | 徳久広司            | 矢野立美       | 65位              | COCA-16519 |
| 101 | 2011年 10月19日 | 02    | 人生の贈りもの                  | 吉元由美        | 都志見隆            | 矢野立美       | 65位              | COCA-16519 |
| 102 | 2012年 5月30日  | 01    | クレオパトラの夢                | ちあき哲也      | 鈴木キサブロー      | 宮崎慎二       | 103位             | COCA-16607 |
| 102 | 2012年 5月30日  | 02    | あの日の昭和がここにある        | 鳥井実          | 大谷明裕            | 石倉重信       | 103位             | COCA-16607 |
| 103 | 2012年 11月21日 | 01    | この広い宇宙のかなたで          | 高嶋渉          | ゲール語民謡        | 間宮工         | -                 | COCA-16669 |
| 103 | 2012年 11月21日 | 02    | この素晴らしき世界              | 鈴木博文        | G.Douglas G.D.Weiss | YANCY          | -                 | COCA-16669 |
| 104 | 2012年 12月5日  | 01    | 追憶の面影橋                    | 喜多條忠        | 鈴木淳              | 竜崎孝路       | 143位             | COCA-16670 |
| 104 | 2012年 12月5日  | 02    | 五月雨の道                      | 岡田冨美子      | 中崎英也            | 若草恵         | 143位             | COCA-16670 |
| 105 | 2013年 10月23日 | 01    | MU-JO                           | 伊藤薫          | M.Friedman          | 若草恵         | 106位             | COCA-16771 |
| 105 | 2013年 10月23日 | 02    | 愛しすぎる女                    | 吉元由美        | クリヤ・マコト      | クリヤ・マコト | 106位             | COCA-16771 |
| 105 | 2013年 10月23日 | 03    | 残心                            | 渡辺淳一        | 浜圭介              | 竜崎孝路       | 106位             | COCA-16771 |
| 105 | 2013年 10月23日 | 04    | 赤い街                          | さくらももこ    | 松雪陽              | 小林信吾       | 106位             | COCA-16771 |
| 106 | 2014年 10月22日 | 01    | 心をつなぐ10円玉                | かず翼          | 杉本眞人            | 矢野立美       | 83位              | COCA-16930 |
| 106 | 2014年 10月22日 | 02    | あなたにありがとう              | 小川容子        | 若草恵              | 若草恵         | 83位              | COCA-16930 |
| 106 | 2014年 10月22日 | 03    | 五月雨の道                      | 岡田冨美子      | 中崎英也            | 若草恵         | 83位              | COCA-16930 |
| 107 | 2016年 10月19日 | 01    | JAMAAS 真実はふたつ             | 伊藤薫          | G.Jargalsaikhan     | 若草恵         | -                 | COCA-17230 |
| 107 | 2016年 10月19日 | 02    | みんな、こどもだった            | 伊藤薫          | 重実博              | 若草恵         | -                 | COCA-17230 |
| 108 | 2020年 3月11日  | 01    | 明日に生きる愛の歌              | 悠木圭子        | 鈴木淳              | 鎌田雅人       | 152位             | TYCT-30104 |
| 108 | 2020年 3月11日  | 02    | ワタシウタ                      | カタヤマケイジ  | カタヤマケイジ      | 鎌田雅人       | 152位             | TYCT-30104 |
| 108 | 2020年 3月11日  | 03    | 舟唄 (ピアノ・バラードVer.)     | 阿久悠          | 浜圭介              | 武部聡志       | 152位             | TYCT-30104 |
| 109 | 2020年 12月9日  | 01    | 居酒屋「昭和」                  | 中山正好        | 八代亜紀 大谷明裕   | 竹内弘一       | 58位              | TYCT-30118 |
| 109 | 2020年 12月9日  | 02    | 月ノ小舟                        | 竹内清訓        | 八代亜紀            | 鎌田雅人       | 58位              | TYCT-30118 |
| 110 | 2023年 3月15日  | 01    | 想い出通り                      | 悠木圭子        | 八代亜紀            | 鎌田雅人       | -                 | TYCT-30136 |
| 110 | 2023年 3月15日  | 02    | 六条御息所の恋                  | 相田毅          | 相田毅 周防泰臣     | 周防泰臣       | -                 | TYCT-30136 |
| 110 | 2023年 3月15日  | 03    | Le Portrait                     | 鮎川めぐみ      | C.Gioacchino        | -              | -                 | TYCT-30136 |
| 110 | 2023年 3月15日  | 04    | なみだ恋2023                    | 悠木圭子        | 鈴木淳              | 鎌田雅人       | -                 | TYCT-30136 |
| 111 | 2024年 7月31日  | A面   | 残酷な天使のテーゼ              | 及川眠子        | 佐藤英敏            | 若林タカツグ   | -                 | JS7S412    |
| 111 | 2024年 7月31日  | B面   | いとしのエリー                  | 桑田佳祐        | 桑田佳祐            | 竜崎孝路       | -                 | JS7S412    |

### 配信限定シングル
| 発売日         | タイトル                    | 作詞     | 作曲     | 編曲     |
| -------------- | --------------------------- | -------- | -------- | -------- |
| 2014年11月12日 | I Love Squid ～愛しいイカ～ | 朝日恵里 | 葛岡みち | 葛岡みち |

### デュエット・シングル
※上記シングル曲リスト掲載の「夜更けの二人」「熱海あたりで」「あした天気になーれ」「クレオパトラの夢」以外のタイトル。
| 発売日          | デュエット | A/B面 | タイトル                      | 作詞             | 作曲             | 編曲                | オリコン 最高順位 | 規格品番   |
| --------------- | ---------- | ----- | ----------------------------- | ---------------- | ---------------- | ------------------- | ----------------- | ---------- |
| 1974年 8月10日  | 石原裕次郎 | A面   | 別れの夜明け                  | 池田充男         | 伊藤雪彦         | 伊藤雪彦            | 17位              | SN-1413    |
| 1979年 11月25日 | 石原裕次郎 | A面   | 夜のめぐり逢い                | 池田充男         | 野崎真一         | 竜崎孝路            | 51位              | RS-185     |
| 1979年 11月25日 | 石原裕次郎 | B面   | ふたりの港町                  | 池田充男         | 上原賢六         | 竜崎孝路            | 51位              | RS-185     |
| 1980年 12月20日 | 石原裕次郎 | A面   | わかれ川                      | 池田充男         | 野崎真一         | 伊藤雪彦            | 52位              | RE-504     |
| 1980年 12月20日 | 石原裕次郎 | B面   | なみだの宿                    | 池田充男         | 上原賢六         | 伊藤雪彦            | 52位              | RE-504     |
| 1984年 10月5日  | 夏木勲     | A面   | 盛り場二人づれ                | 池田充男         | 野崎真一         | 竹村次郎            | -                 | 7AC-0032   |
| 1984年 10月5日  | 夏木勲     | B面   | 夜の駅                        | 池田充男         | 野崎真一         | 竹村次郎            | -                 | 7AC-0032   |
| 1990年 6月21日  | 高倉健     | 01    | 挽歌                          | 荒木とよひさ     | 平尾昌晃         | 竜崎孝路            | 41位              | CODA-8539  |
| 1990年 6月21日  | 高倉健     | 02    | 放浪雲                        | 荒木とよひさ     | 平尾昌晃         | 竜崎孝路            | 41位              | CODA-8539  |
| 1994年 9月21日  | ミスターX  | 01    | 水割りのセレナーデ            | たきのえいじ     | 美樹克彦         | 川村栄二            | -                 | CODA-483   |
| 1994年 9月21日  | ミスターX  | 02    | 夜更けのふたり                | たきのえいじ     | 秋野めぐみ       | 川村栄二            | -                 | CODA-483   |
| 1999年 9月10日  | 杉本眞人   | 01    | 港灯                          | 吉田旺           | 杉本眞人         | 矢野立美            | -                 | CODA-1778  |
| 2017年 5月24日  | May J.     | 01    | 母と娘の10,000日 〜未来の扉〜 | アンジェラ・アキ | アンジェラ・アキ | アンジェラ・アキ    | 55位              | RZCD-86354 |
| 2017年 11月29日 | モモエ     | 01    | にほんご音頭                  | 倉本美津留       | 倉本美津留       | 長谷川智樹          | -                 | 配信限定   |
| 2019年 2月6日   | みやぞん   | 01    | だいじょうぶ                  | 伊藤薫           | 高見沢俊彦       | 高見沢俊彦 鎌田雅人 | 73位              | TYCT-30085 |

### 委託制作盤
| 頒布時期   | A/B面 | タイトル                    | 作詞              | 作曲       | 編曲     | 委託元                             | 規格品番 受託社      |
| ---------- | ----- | --------------------------- | ----------------- | ---------- | -------- | ---------------------------------- | -------------------- |
| 1974年     | A面   | 月ヶ瀬小唄                  | 八島柳堂 安永光男 | 芝高治     | 伊藤雪彦 | 奈良県添上郡月ヶ瀬村               | 49-51 テイチク       |
| 1974年     | B面   | 月ヶ瀬夜曲                  | 安永光男          | 野崎真一   | 伊藤雪彦 | 奈良県添上郡月ヶ瀬村               | 49-51 テイチク       |
| 1975年 8月 | A面   | 別れの城下町                | 池田充男          | 野崎真一   | 伊藤雪彦 | 八代観光協会/ 八代市果実農協連合会 | 50-95 テイチク       |
| 1975年 8月 | B面   | 火の国ブルース              | 池田充男          | 野崎真一   | 伊藤雪彦 | 八代観光協会/ 八代市果実農協連合会 | 50-95 テイチク       |
| 1977年     | A面   | 浜ッ子波止場                | 斉藤宗三          | 伊藤雪彦   | 伊藤雪彦 | 委託元非公開                       | 52-112 テイチク      |
| 1977年     | B面   | 亜紀のブルース              | 斉藤宗三          | 伊藤雪彦   | 伊藤雪彦 | 委託元非公開                       | 52-112 テイチク      |
| 1979年     | A面   | モール・イセザキ            | 松信𣳾輔          | 水谷暢宏   | 伊藤雪彦 | 有隣堂                             | 54-44 テイチク       |
| 1979年     | B面   | (カラオケ)                  | 松信𣳾輔          | 水谷暢宏   | 伊藤雪彦 | 有隣堂                             | 54-44 テイチク       |
| 1981年 3月 | A面   | 新藍こなし唄                | 不詳              | 不詳       | 野崎真一 | 徳島県板野郡藍住町                 | 56-17 テイチク       |
| 1982年     | A面   | 鳴門旅情                    | 茂田井幸次        | 茂田井幸次 | 伊藤雪彦 | 幸企画音楽出版                     | PAC0001 センチュリー |
| 1982年     | B面   | 想い出小雪                  | 茂田井幸次        | 茂田井幸次 | 伊藤雪彦 | 幸企画音楽出版                     | PAC0001 センチュリー |
| 1984年     | A面   | かわい音頭                  | 島田陽子          | 鞍富誠三   | 鞍富誠三 | 奈良県北葛城郡河合町               | PAC0004 センチュリー |
| 2006年     | 01    | やつしろ よかとこ YOTTOIDE! | 坂口和夫          | 大谷明裕   | 石倉重信 | 熊本県八代市/ 八代くま川祭り       | GES-13554 コロムビア |
| 2006年     | 02    | (カラオケ)                  | 坂口和夫          | 大谷明裕   | 石倉重信 | 熊本県八代市/ 八代くま川祭り       | GES-13554 コロムビア |

### アルバム
※オリコン100位内にチャート・インした作品のみ掲載
| 発売日                            | タイトル                                              | 最高位 (LP) | 最高位 (CT) | 最高位 （総合） |
| --------------------------------- | ----------------------------------------------------- | ----------- | ----------- | --------------- |
| 1973年3月1日 1994年10月21日 (CD)  | なみだ恋                                              | 35位        | -           | -               |
| 1973年7月1日                      | おんなの涙                                            | 21位        | -           | -               |
| 1973年9月1日                      | 演歌ごころ                                            | 41位        | -           | -               |
| 1973年10月25日                    | 女ごころ                                              | 24位        | -           | -               |
| 1973年11月25日                    | 演歌の旅路                                            | 58位        | -           | -               |
| 1974年2月5日                      | 演歌ごころ〜花と蝶                                    | 55位        | -           | -               |
| 1974年5月25日                     | ゴールデンスター・ツイン・デラックス                  | 13位        | -           | -               |
| 1974年6月25日                     | 愛ひとすじ                                            | 8位         | 8位         | -               |
| 1974年8月25日                     | オン・ステージ                                        | 8位         | 12位        | -               |
| 1974年10月25日                    | ベスト歌謡16                                          | 5位         | -           | -               |
| 1974年11月1日                     | 八代亜紀                                              | -           | 1位         | -               |
| 1974年11月25日                    | 愛の執念                                              | 66位        | -           | -               |
| 1975年1月25日                     | 愛・12章／おんなの夢                                  | 17位        | 14位        | -               |
| 1975年2月25日                     | 八代亜紀リサイタル I                                  | 30位        | 11位        | -               |
| 1975年3月1日                      | 大ヒット曲集                                          | -           | 1位         | -               |
| 1975年6月1日                      | ともしび                                              | -           | 2位         | -               |
| 1975年6月25日                     | ベスト歌謡16                                          | 19位        | -           | -               |
| 1975年8月25日                     | 八代亜紀が歌う不滅の演歌                              | 42位        | -           | -               |
| 1975年9月1日                      | 昭和流し唄                                            | -           | 22位        | -               |
| 1975年10月25日                    | ベスト歌謡16／貴方につくします                        | 10位        | -           | -               |
| 1975年11月1日                     | 全曲集                                                | -           | 1位         | -               |
| 1975年11月25日                    | 影を慕いて                                            | 59位        | -           | -               |
| 1976年1月25日                     | 花水仙                                                | 19位        | 8位         | -               |
| 1976年2月25日                     | いつの日も歌を                                        | 60位        | -           | -               |
| 1976年4月25日                     | 大ヒット16曲                                          | -           | 5位         | -               |
| 1976年4月25日                     | 演歌熱唱                                              | 67位        | -           | -               |
| 1976年6月25日                     | ベスト歌謡30                                          | 34位        | -           | -               |
| 1976年7月25日                     | ふたりづれ                                            | 44位        | -           | -               |
| 1976年7月25日                     | 演歌大全集                                            | -           | 11位        | -               |
| 1976年10月25日                    | もう一度逢いたい                                      | 28位        | -           | -               |
| 1976年11月1日                     | スーパー・デラックス20                                | -           | 2位         | -               |
| 1976年11月25日                    | ヒット歌謡ベスト30                                    | 36位        | -           | -               |
| 1977年1月25日 2014年10月22日 (CD) | 熱唱 八代亜紀リサイタル                               | 41位        | 35位        | -               |
| 1977年3月5日                      | 全曲集                                                | -           | 2位         | -               |
| 1977年3月25日                     | おんな港町                                            | 42位        | -           | -               |
| 1977年5月25日                     | ヒット歌謡ベスト30                                    | 49位        | -           | -               |
| 1977年6月25日                     | 激唱                                                  | 90位        | -           | -               |
| 1977年7月25日                     | 恋歌                                                  | -           | 12位        | -               |
| 1977年7月25日                     | 愛されてみたい                                        | 43位        | -           | -               |
| 1977年10月25日                    | スター・ゴールデン・デラックス                        | -           | 2位         | -               |
| 1977年10月25日                    | オリジナル・スーパーヒット16                          | 8位         | -           | -               |
| 1977年11月25日                    | 愛の終着駅                                            | 99位        | -           | -               |
| 1978年1月25日 2014年10月22日 (CD) | 五周年記念リサイタル 燃えて翔べ                       | 86位        | -           | -               |
| 1978年2月25日                     | 絶え間なき愛の流れ                                    | 82位        | 69位        | -               |
| 1978年4月25日                     | 華麗なる女心                                          | 73位        | 59位        | -               |
| 1978年6月25日                     | 哀歌                                                  | 74位        | -           | -               |
| 1978年10月25日                    | ベストセレクト20                                      | -           | 4位         | -               |
| 1978年10月25日                    | オリジナル・ベスト                                    | 37位        | -           | -               |
| 1978年11月25日                    | 八代亜紀                                              | 65位        | -           | -               |
| 1979年1月25日                     | 八代亜紀リサイタル 愛の季節…そして、亜紀はまだひとり… | -           | 76位        | -               |
| 1979年2月25日                     | 涙の朝                                                | 46位        | 8位         | -               |
| 1979年4月25日                     | 永遠のヒット全曲集                                    | -           | 10位        | -               |
| 1979年5月25日                     | 舟唄                                                  | 52位        | 9位         | -               |
| 1979年10月25日                    | スーパースター ビッグヒット20                         | -           | 4位         | -               |
| 1979年10月25日                    | オリジナルベスト                                      | 46位        | -           | -               |
| 1979年11月25日                    | 演歌                                                  | -           | 43位        | -               |
| 1979年11月25日                    | オリジナルヒット30                                    | 59位        | -           | -               |
| 1980年1月25日 2013年8月21日 (CD)  | 八代亜紀リサイタル'79 〜私の愛する演歌〜              | -           | 38位        | -               |
| 1980年4月25日                     | 演歌全曲集                                            | -           | 26位        | -               |
| 1980年5月25日                     | 全曲集                                                | -           | 4位         | -               |
| 1980年5月25日                     | 雨の慕情                                              | 40位        | -           | -               |
| 1980年6月25日                     | 大全集                                                | 78位        | -           | -               |
| 1980年10月25日                    | ワイド・デラックス20                                  | -           | 3位         | -               |
| 1980年10月25日                    | オリジナルベスト16                                    | 34位        | -           | -               |
| 1980年11月25日                    | 演歌流し唄                                            | -           | 69位        | -               |
| 1981年1月25日 2013年8月21日 (CD)  | 八周年記念 八代亜紀リサイタル                         | -           | 64位        | -               |
| 1981年2月25日                     | オリジナルヒット曲集                                  | -           | 17位        | -               |
| 1981年5月25日                     | スーパースター・ヒット全曲集                          | -           | 25位        | -               |
| 1981年10月25日                    | ビッグヒット                                          | -           | 47位        | -               |
| 1982年5月21日                     | あなたと生きる                                        | -           | 54位        | -               |
| 1982年7月25日                     | 全曲集                                                | -           | 54位        | -               |
| 1982年9月21日                     | 海猫                                                  | -           | 62位        | -               |
| 1983年2月21日                     | ヒット歌謡20 なみだ川                                 | -           | 57位        | -               |
| 1983年6月21日                     | ブルーレイン大阪                                      | -           | 57位        | -               |
| 1984年3月21日                     | ふたりの夢                                            | -           | 65位        | -               |
| 1984年11月5日                     | 全曲集                                                | -           | 68位        | -               |
| 1990年10月25日                    | 全曲集                                                | -           | 92位        | -               |
| 1991年10月25日                    | 全曲集                                                | -           | 64位        | -               |
| 2012年10月10日                    | 夜のアルバム                                          | -           | -           | 20位            |
| 2015年10月28日                    | 哀歌 -aiuta-                                          | -           | -           | 80位            |
| 2017年10月11日                    | 夜のつづき                                            | -           | -           | 69位            |

### 近年のオリジナル、ライブ、企画アルバム
| 発売日                       | タイトル                                                         | 備考 |
| ---------------------------- | ---------------------------------------------------------------- | --- |
| 1995年9月21日                | 色彩花変化                                                       | 25周年記念アルバム。河島英五作詞作曲「月の花まつり」「さよならあんた」が新境地。 2007年にシングル化された「鰻谷」はこのアルバム用に書き下ろされ、お蔵入りになっていた。 |
| 1998年1月21日 2008年12月1日  | 八代亜紀と素敵な紳士の音楽会 〜LIVE IN QUEST〜                   | 1997年9月、原宿クエストホールで行った初のジャズ・ライヴを収録した18年振りのライヴ・アルバム。 往年のスタンダード・ナンバーを中心に、八代自身のヒット曲もジャズ調にアレンジ。 2008年に再発売された。                                                                                             |
| 2000年1月21日                | いい男 いい女 いい時代                                           | 30周年記念アルバム。阿久悠が監修、全曲の作詞を担当。 ダンチョネ節から始まり、ダンチョネ節で終わる構成になっており、当初アルバムタイトルは『THE 舟唄』であったが変更された。 後にシングル・カットされた「あなたの背中に」はシングルとは別バージョン。                                            |
| 2001年11月21日 2010年1月25日 | MOOD                                                             | 南佳孝、大貫妙子、大沢誉志幸、かの香織などポップス系アーティストの書き下ろし9曲の他、 セルフカバーとしてラップ調の「舟唄」、R&B調の「愛を信じたい」、 カバー曲「UNCHAINED MELODY」「FLY ME TO THE MOON」を収録し、演歌色の無い意欲的な企画アルバム。 2010年にオンデマンドCDとして再発売された。 |
| 2005年6月22日                | VOICE                                                            | 35周年記念ミニ・アルバム。アコースティック・サウンドで全編が優しい音色で統一されている。 「花（ブーケ）束」「生まれ変わる朝」も新アレンジで再録。「この素晴らしき世界」を日本語でカバー。 「白い花」は後にシングル・カット。                                                                    |
| 2007年9月19日                | 彩月〜いろどりづき〜                                             | 円広志、荒木とよひさ、BORO、美樹克彦、弦哲也、河島英五、松山千春など多彩なアーティストが楽曲を提供。 シングル候補になった曲を集めたアルバム。2008年2月「役者」をシングル・カット。 |
| 2010年8月18日                | 人生の贈り物                                                     | 40周年記念オリジナル・アルバム。 杉本眞人、伊藤薫、弦哲也、さとう宗幸、都志見隆、吉元由美、鈴木淳などが楽曲を提供。 2011年1月、「人生の贈りもの」のボーカルを新たにレコーディングし直してシングル・カット。                                                                                     |
| 2012年10月10日               | 夜のアルバム                                                     | 小西康陽プロデュースによる初の本格ジャズ・アルバム。「フライ・ミー・トゥ・ザ・ムーン」「サマータイム」など全12曲収録。 ユニバーサルミュージックより発売され、世界75ヵ国に同時配信。 |
| 2013年8月21日                | 夢の夜〜ライヴ・イン・ニューヨーク                               | 2013年3月27日、ニューヨークの名門ジャズクラブ・バードランドで行ったライブを完全収録した15年ぶりのライブ・アルバム。 |
| 2015年10月28日               | 哀歌 -aiuta-                                                     | 寺岡呼人プロデュースの初のブルース・アルバム。アメリカのブルース5曲、日本のブルース3曲のカバーに、 THE BAWDIES、横山剣（クレイジーケンバンド）、中村中らの書き下ろしによる新曲4曲を含む全12曲収録。                                                                                             |
| 2017年10月11日               | 夜のつづき                                                       | 『夜のアルバム』に続くジャズ・アルバム第2弾。「帰ってくれたら嬉しいわ」「フィーヴァー」「黒い花びら」など全13曲収録。 同年11月1日には完全生産限定でアナログLPも発売。 |
| 2021年9月25日                | 八代亜紀ベストヒット 〜ニューレコーディングス&ニューシングルズ〜 | ヒット曲12曲の新録音にVirgin Music移籍後に発売されたシングル曲を収録したベスト・アルバム。 |

### タイアップ曲
| 年     | 楽曲                        | タイアップ                                                                       |
| ------ | --------------------------- | -------------------------------------------------------------------------------- |
| 1975年 | 愛していません              | TBS系ドラマ「愛の断崖」主題歌                                                    |
| 1976年 | 夢魔のブルース              | 週刊女性連載小説「夢魔性魔」(川内康範・著)テーマ曲                               |
| 1976年 | あい逢い横丁                | テレビ朝日系ドラマ「玉ねぎ横丁の花嫁さん」主題歌                                 |
| 1977年 | おんな橋                    | 日本テレビ系ドラマ「うどん一代」主題歌                                           |
| 1977年 | もう泣きません              | 日本テレビ系ドラマ「うどん一代」挿入歌                                           |
| 1978年 | 愛の歳月                    | MBS系ドラマ「風を見た女」主題歌                                                  |
| 1980年 | はまなすの花が咲いたら      | TBS系ドラマ「はまなすの花が咲いたら」主題歌                                      |
| 1980年 | 黒い髪                      | TBS系ドラマ「はまなすの花が咲いたら」挿入歌                                      |
| 1983年 | 積木の城                    | TBS系ドラマ「母も娘も」主題歌                                                    |
| 1983年 | ブルーレイン大阪            | 映画「ブルーレイン大阪」主題歌                                                   |
| 1984年 | 陸の船乗り -ロンサムロード- | 三菱自動車工業「ふそう大型トラック ザ・グレート」CMソング                        |
| 1986年 | キャバレーフラミンゴ        | 映画「玄海つれづれ節」主題歌                                                     |
| 1988年 | 最終ひかり                  | JR東海・東海道新幹線キャンペーンソング                                           |
| 1990年 | 挽歌                        | 三菱自動車工業「ふそう中型トラック ファイター」CMソング                          |
| 1991年 | 熱海あたりで                | テレビ朝日系「トゥナイト」エンディングテーマ                                     |
| 1994年 | ラッキーマンの歌            | テレビ東京系アニメ「とっても!ラッキーマン」OPテーマ                              |
| 1994年 | 恋はブーガ                  | テレビ東京系アニメ「とっても!ラッキーマン」EDテーマ                              |
| 1995年 | とおりゃんせ                | 映画「極道の妻たち 赫い絆」主題歌                                                |
| 1995年 | 女は花になれ                | 映画「極道の妻たち 赫い絆」挿入歌                                                |
| 1996年 | 泡沫〜UTAKATA〜             | NHK総合 大河ドラマ「秀吉」挿入歌                                                 |
| 1997年 | ミスターサムシングブルー    | 大鵬薬品「ソルマック」CMソング                                                   |
| 1997年 | 男はつらいよ                | 映画「男はつらいよ 寅次郎ハイビスカスの花 特別篇」主題歌                         |
| 2000年 | To Feel the Fire            | キリン「FIRE」CMソング                                                           |
| 2000年 | グアム慕情                  | グアム政府観光局「楽しさエンドレスキャンペーン」CMソング                         |
| 2004年 | おのれ道                    | 日本テレビ系アニメ「ごくせん」EDテーマ                                           |
| 2005年 | 白い花                      | JR東日本「会津時間旅行篇」CMソング                                               |
| 2012年 | この広い宇宙のかなたで      | 田中貴金属工業・CMソング                                                         |
| 2014年 | I love squid 〜愛しいイカ〜 | ベネッセコーポレーションほか制作アニメ 「しまじろうのわお!」歌のコーナー使用楽曲 |
| 2017年 | にほんご音頭                | NHK Eテレ「シャキーン!」挿入歌                                                   |
| 2020年 | ワタシウタ                  | 日本テレビ系「情報ライブ ミヤネ屋」EDテーマ                                      |

### 映像作品
| 発売日         | タイトル                                                  | 備考                                                                               |
| -------------- | --------------------------------------------------------- | ---------------------------------------------------------------------------------- |
| 1984年6月21日  | 八代亜紀の世界 艶歌・女を歌う                             |                                                                                    |
| 1984年6月21日  | 八代亜紀の世界 旅・港を歌う                               |                                                                                    |
| 1992年7月21日  | 演歌の花道                                                |                                                                                    |
| 1992年11月21日 | 史上最大の歌謡ワンマンショー!! 熱唱!! 八代亜紀 22年の軌跡 | 2本組                                                                              |
| 1995年12月1日  | 歌手生活25周年記念リサイタル 明日にむかって               | NHKホールで行われた25周年記念リサイタルを収録 司会: 玉置宏、ゲスト: 上沼恵美子     |
| 2006年1月18日  | 八代亜紀DVDコレクション                                   | PV（ビデオ・クリップ）集                                                           |
| 2012年1月18日  | 歌人伝説〜八代亜紀〜                                      | BSフジで放映された番組『歌人伝説』出演時のロングインタビューとスタジオライブを収録 |

### 楽曲提供
- 青木美保
  - あなたの女（1999年、作詞）
  - 大輪の花 〜第二章〜（2020年、作詞）
- 熊本県立八代清流高等学校 校歌（2012年、作詞・作曲）

## 書籍
| 出版年月   | タイトル                                                                   | 出版社           | 備考                                        |
| ---------- | -------------------------------------------------------------------------- | ---------------- | ------------------------------------------- |
| 1980年11月 | 八代亜紀写真集 熱唱 燃えて哭く…                                            | 双葉社           |                                             |
| 1980年11月 | 八代亜紀 不知火                                                            | スポニチ出版     | 石原信一著                                  |
| 1985年11月 | 私の命火 -35才自伝的エッセイ-                                              | 主婦の友社       | 八代亜紀著                                  |
| 1986年4月  | 八代亜紀写真集 望郷                                                        | 美・来人         |                                             |
| 1989年12月 | 愛蔵版 燃える恋歌                                                          | 東京新聞出版局   | 20周年記念・半生記                          |
| 1991年10月 | 亜紀、夢をありがとう                                                       | KKロングセラーズ | 橋本タミ子（八代亜紀の実母）著              |
| 1995年11月 | 幻の恋に燃えて -八代亜紀 うたの風景-                                       | 日本短波放送     | 木戸征治著 写真とエッセイ、対談を収録       |
| 2000年4月  | みんな、こどもだった 八代亜紀抒情画物語                                    | PARCO            | 八代亜紀著 初画集                           |
| 2001年11月 | 素顔                                                                       | 青春出版社       | 八代亜紀著 自叙伝                           |
| 2007年12月 | 舟唄ビューティー                                                           | アスコム         | 初のビューティー・ブック                    |
| 2009年6月  | 八代亜紀のゆる〜い3カ月骨盤ダイエット 二の腕・ウエストに効く雨降れウォーク | 幻冬舎           | フジテレビ「どーも☆キニナル!」編著          |
| 2010年11月 | 八代亜紀物語 時流れて、今                                                  | 西日本新聞社     | 浜口雅也著 西日本新聞連載をまとめて単行本化 |

## NHK紅白歌合戦出場歴
| 年度   | 放送回 | 回 | 曲目                      | 出演順 | 対戦相手        | 備考               |
| ------ | ------ | -- | ------------------------- | ------ | --------------- | ------------------ |
| 1973年 | 第24回 | 初 | なみだ恋                  | 08/22  | 菅原洋一        | 紅白初出場         |
| 1974年 | 第25回 | 2  | 愛ひとすじ                | 19/25  | 五木ひろし      |                    |
| 1975年 | 第26回 | 3  | ともしび                  | 20/24  | フランク永井    |                    |
| 1976年 | 第27回 | 4  | もう一度逢いたい          | 19/24  | 森進一          |                    |
| 1977年 | 第28回 | 5  | おんな港町                | 24/24  | 五木ひろし（2） | 紅組トリ           |
| 1978年 | 第29回 | 6  | 故郷へ…                   | 18/24  | 五木ひろし（3） |                    |
| 1979年 | 第30回 | 7  | 舟唄                      | 23/23  | 五木ひろし（4） | 大トリ（2）        |
| 1980年 | 第31回 | 8  | 雨の慕情                  | 23/23  | 五木ひろし（5） | 大トリ（3）        |
| 1981年 | 第32回 | 9  | うしろ影                  | 21/22  | 五木ひろし（6） | トリ前             |
| 1982年 | 第33回 | 10 | 海猫                      | 21/22  | 五木ひろし（7） | トリ前（2）        |
| 1983年 | 第34回 | 11 | 日本海                    | 17/21  | 北島三郎        |                    |
| 1984年 | 第35回 | 12 | 恋瀬川                    | 18/20  | 北島三郎（2）   |                    |
| 1985年 | 第36回 | 13 | 命火                      | 17/20  | 北島三郎（3）   |                    |
| 1986年 | 第37回 | 14 | 港町純情                  | 17/20  | 細川たかし      |                    |
| 1987年 | 第38回 | 15 | 恋は火の川                | 01/20  | 森進一（2）     | 紅組トップバッター |
| 1989年 | 第40回 | 16 | 下町夢しぐれ              | 17/20  | 吉幾三          | 2年ぶり紅白復帰    |
| 1990年 | 第41回 | 17 | 花（ブーケ）束            | 24/29  | 布施明          |                    |
| 1991年 | 第42回 | 18 | 舟唄（2回目）             | 20/28  | 堀内孝雄        |                    |
| 1992年 | 第43回 | 19 | 愛の終着駅                | 09/28  | 小林旭          | 第1部トリ          |
| 1993年 | 第44回 | 20 | もう一度逢いたい（2回目） | 06/26  | 鳥羽一郎        |                    |
| 1999年 | 第50回 | 21 | 舟唄（3回目）             | 18/27  | かぐや姫        | 6年ぶり紅白復帰    |
| 2000年 | 第51回 | 22 | なみだ恋（2回目）         | 20/28  | 前川清          |                    |
| 2001年 | 第52回 | 23 | これからがある            | 06/27  | 鳥羽一郎（2）   | 最後の紅白出場     |

（注意点）
- 対戦相手の歌手名の（ ）内の数字はその歌手との対戦回数、備考のトリ等の次にある（ ）はトリ等を務めた回数を表す。
- 曲名の後の（○回目）は紅白で披露された回数を表す。
- 出演順は「（出演順）／（出場者数）」で表す。

## 座長公演
| 年     | 上演期間         | 劇場             | タイトル                                                   | 第一部演目                                  | 第二部演目                                    |
| ------ | ---------------- | ---------------- | ---------------------------------------------------------- | ------------------------------------------- | --------------------------------------------- |
| 1980年 | 5月28日 - 6月1日 | 新宿コマ劇場     | 八代亜紀8周年記念公演                                      | 越前おんな節                                | 演歌！ 八代亜紀のすべて                       |
| 1981年 | 5月2日 - 10日    | 新宿コマ劇場     | 八代亜紀特別公演                                           | 不知火おんな節                              | いま燃える亜紀の世界                          |
| 1982年 | 4月29日 - 5月9日 | 新宿コマ劇場     | 八代亜紀10周年特別公演                                     | 北海おんな節                                | 亜紀 燃える演歌                               |
| 1982年 | 5月26日 - 30日   | 梅田コマ劇場     | 八代亜紀10周年特別公演                                     | 北海おんな節                                | 亜紀 燃える演歌                               |
| 1983年 | 7月3日 - 13日    | 新宿コマ劇場     | 八代亜紀特別公演 夏木勲特別出演                            | 昭和疾風おんな節                            | ヒット・パレード 亜紀 演歌の夏まつり          |
| 1983年 | 7月21日 - 31日   | 梅田コマ劇場     | 八代亜紀特別公演 夏木勲特別出演                            | 昭和疾風おんな節                            | ヒット・パレード 亜紀 演歌の夏まつり          |
| 1984年 | 7月1日 - 15日    | 新宿コマ劇場     | 八代亜紀特別公演 夏木勲特別出演                            | 日本海疾風おんな節                          | 八代亜紀 この夏情熱！                         |
| 1984年 | 7月              | 梅田コマ劇場     | 八代亜紀特別公演 夏木勲特別出演                            | 日本海疾風おんな節                          | 八代亜紀 この夏情熱！                         |
| 1985年 | 10月3日 - 28日   | 新宿コマ劇場     | デビュー15周年 八代亜紀特別公演                            | 火の国疾風おんな節                          | 亜紀・いま艶花！                              |
| 1986年 | 3月1日 - 26日    | 梅田コマ劇場     | デビュー15周年 八代亜紀特別公演                            | 火の国疾風おんな節                          | 亜紀・いま艶花！                              |
| 1986年 | 10月3日 - 28日   | 新宿コマ劇場     | 八代亜紀特別公演                                           | 越前無情 -おんな節シリーズ第7弾-            | 昨日・今日・明日 演歌ひとすじ                 |
| 1987年 | 5月6日 - 31日    | 新宿コマ劇場     | 八代亜紀特別公演 左幸子特別出演                            | うず潮慕情 -おんな節シリーズ第8弾-          | 亜紀演歌 十八番歌いっぱなし                   |
| 1987年 | 7月3日 - 28日    | 梅田コマ劇場     | 八代亜紀特別公演 左幸子特別出演                            | うず潮慕情 -おんな節シリーズ第8弾-          | 亜紀演歌 十八番歌いっぱなし                   |
| 1988年 | 3月4日 - 29日    | 新宿コマ劇場     | 八代亜紀特別公演                                           | 津軽人情おんな節                            | ヒット・パレード 八代演歌 今・炎える女ごころ  |
| 1988年 | 8月              | 梅田コマ劇場     | 八代亜紀特別公演                                           | 津軽人情おんな節                            | ヒット・パレード 八代演歌 今・炎える女ごころ  |
| 1989年 | 2月2日 - 27日    | 新宿コマ劇場     | 八代亜紀特別公演                                           | 関東疾風おんな節                            | ヒット・パレード 春一番！ 八代演歌まっ盛り    |
| 1989年 | 5月4日 - 29日    | 梅田コマ劇場     | 八代亜紀特別公演                                           | 浪花疾風おんな節                            | '89八代演歌まっ盛り                           |
| 1990年 | 6月2日 - 27日    | 新宿コマ劇場     | デビュー20周年記念 八代亜紀特別公演                        | 不知火お雪旅暦                              | 歌に魅せられ20年 今、更なる飛翔！！           |
| 1990年 | 7月4日 - 29日    | 梅田コマ劇場     | デビュー20周年記念 八代亜紀特別公演                        | 不知火お雪旅暦                              | 歌に魅せられ20年 今、更なる飛翔！！           |
| 1991年 | 3月1日 - 26日    | 梅田コマ劇場     | 八代亜紀特別公演                                           | 母恋道中旅日記                              | ヒット・パレード 今、新たな演歌時代           |
| 1991年 | 6月2日 - 28日    | 新宿コマ劇場     | 八代亜紀特別公演                                           | 母恋道中旅日記                              | ヒット・パレード 今、新たな演歌時代           |
| 1992年 | 1月2日 - 28日    | 梅田コマ劇場     | 八代亜紀特別公演                                           | 春姿千両纏                                  | 初春に舞う 演歌吹雪！！                       |
| 1992年 | 3月1日 - 28日    | 新宿コマ劇場     | 八代亜紀特別公演                                           | 春姿千両纏                                  | 春に舞う 演歌吹雪！！                         |
| 1993年 | 6月2日 - 27日    | 大阪・劇場飛天   | 八代亜紀奮闘公演                                           | 花暦照姫人生双六                            | ヒット・パレード 亜紀、飛天を翔ける！！       |
| 1993年 | 9月2日 - 28日    | 新宿コマ劇場     | 八代亜紀特別公演                                           | 闇の華・剣の舞                              | 総ざらえ！ 今、華やかに亜紀演歌               |
| 1994年 | 8月2日 - 28日    | 大阪・劇場飛天   | 八代亜紀奮闘公演                                           | 人情ばなし 恋泥棒                           | ヒット・パレード 演歌繚乱 亜紀の花道          |
| 1994年 | 10月2日 - 28日   | 新宿コマ劇場     | 八代亜紀特別公演                                           | 望郷疾風おんな節 -五社英雄監督を偲び-       | ヒット・パレード 演歌繚乱 亜紀の花道          |
| 1995年 | 1月2日 - 28日    | 名古屋・中日劇場 | 歌手生活25周年記念 八代亜紀特別公演                        | 闇の華・剣の舞                              | 歌い初め！絢爛演歌大絵巻                      |
| 1995年 | 11月2日 - 27日   | 新宿コマ劇場     | 歌手生活25周年記念 八代亜紀特別公演                        | おりん事件帳千両飛脚                        | あなたにありがとう、 そして今遥かなる歌の道！ |
| 1995年 | 12月2日 - 25日   | 大阪・劇場飛天   | 歌手生活25周年記念 八代亜紀特別公演                        | おりん事件帳千両飛脚                        | あなたにありがとう、 そして今遥かなる歌の道！ |
| 1997年 | 5月3日 - 26日    | 大阪・新歌舞伎座 | 八代亜紀特別公演 菅原文太特別出演                          | 豚と真珠とおもろい夫婦                      | 八代亜紀オンステージ                          |
| 2001年 | 9月1日 - 28日    | 新宿コマ劇場     | 二人のビッグステージ 千昌夫・八代亜紀                      | じゃぱにーずどりーむ 「あした天気にな〜れ」 | ミリオンセラー 愛のヒットパレード             |
| 2002年 | 3月1日 - 27日    | 梅田コマ劇場     | 二人のビッグステージ 千昌夫・八代亜紀                      | じゃぱにーずどりーむ 「あした天気にな〜れ」 | ミリオンセラー 愛のヒットパレード             |
| 2003年 | 4月4日 - 28日    | 大阪・新歌舞伎座 | 新歌舞伎座特別企画 八代亜紀・神野美伽 多岐川舞子・林あさ美 | 女の春夏秋冬 ふられ節                       | グランド・フィナーレ                          |

## 出演

### 映画
| 上映年 | タイトル                              | 配給       | 主演               | 備考                                                 |
| ------ | ------------------------------------- | ---------- | ------------------ | ---------------------------------------------------- |
| 1972年 | 銀蝶流れ者 牝猫博奕                   | 東映       | 梶芽衣子           |                                                      |
| 1973年 | 夜の歌謡シリーズ なみだ恋             | 東映       | 中島ゆたか         | 八代は劇中で「なみだ恋」を歌う本人役                 |
| 1974年 | 夜の演歌 しのび恋                     | 東映       | 中島ゆたか         | 八代は劇中で「しのび恋」を歌う本人役                 |
| 1976年 | おしゃれ大作戦                        | 東宝       | 由美かおる         |                                                      |
| 1977年 | トラック野郎・度胸一番星              | 東映       | 菅原文太           |                                                      |
| 1978年 | 多羅尾伴内                            | 東映       | 小林旭             | 挿入歌「愛の條件」も担当                             |
| 1986年 | 玄海つれづれ節                        | 東映       | 吉永小百合         | 八代は準主演                                         |
| 1995年 | 極道の妻たち 赫い絆                   | 東映       | 岩下志麻           | 主題歌「とおりゃんせ」、挿入歌「女は花になれ」も担当 |
| 2022年 | スーパー戦闘 純烈ジャー 追い焚き☆御免 | 東映ビデオ | 純烈               |                                                      |
| 2024年 | てっぺんの剣                          | narrowz    | 北乃きい・本郷奏多 |                                                      |

### 劇場アニメ
| 上映年 | タイトル                 | 配給                                                     | 役名                                       | 備考                                          |
| ------ | ------------------------ | -------------------------------------------------------- | ------------------------------------------ | --------------------------------------------- |
| 2016年 | ファインディング・ドリー | ウォルト・ディズニー・スタジオ・モーション・ピクチャーズ | 海洋生物研究所の女性アナウンス（八代亜紀） | 日本語吹替版 日本語吹替版のエンドソングも担当 |

### テレビドラマ
| 放送日                  | タイトル                                      | 放送局             | 役名           | 備考                                           |
| ----------------------- | --------------------------------------------- | ------------------ | -------------- | ---------------------------------------------- |
| 1973年6月6日            | 特別機動捜査隊                                | NET                |                | 第605回「恋の裏通り」 挿入歌「なみだ恋」も担当 |
| 1976年                  | 玉ねぎ横丁の花嫁さん                          | NET                |                | ゲスト出演                                     |
| 1977年                  | 海峡物語                                      | テレビ朝日         |                | ゲスト出演                                     |
| 1980年4月24日           | 長七郎天下ご免!                               | テレビ朝日         | おふじ         | 第25話「春を呼ぶ鉄火飛脚」                     |
| 1982年5月6日            | 木曜ゴールデンドラマ 北のめぐり逢い           | 読売テレビ         |                | 八代亜紀デビュー10周年記念ドラマ ドラマ初主演  |
| 1983年4月26日           | 歌謡ドラマ 海猫哀歌                           | NHK総合            |                | 八代の曲「海猫」をモチーフにしたドラマ         |
| 1983年11月24日          | 木曜ゴールデンドラマ 悲恋                     | 読売テレビ         |                | 初めて入浴シーンに挑戦                         |
| 1985年3月14日           | 木曜ゴールデンドラマ 主婦、逃避行             | 読売テレビ         |                |                                                |
| 1987年2月18日           | 水曜ドラマスペシャル 袋小路の女               | TBS / ユニオン映画 | 主演・木島景子 |                                                |
| 1991年3月25日           | 水戸黄門 第20部                               | TBS                | お涼           | 第20話「弥七を狙う女 -八代-」                  |
| 1991年                  | また又・三匹が斬る!                           | テレビ朝日         | くれないお京   | 第9話「湯煙り血煙り咲いた女の三度笠」          |
| 1992年1月10日           | 金曜ドラマシアター 主婦たちのざけんなヨ!!     | フジテレビ         |                |                                                |
| 1994年2月10日           | ニュー・三匹が斬る!                           | テレビ朝日         |                | 第6話「艶姿!度胸で渡す大井川」ゲスト出演       |
| 1994年4月5日            | 積木くずし、そして…                           | テレビ東京         |                |                                                |
| 1995年3月3日            | 金曜エンタテイメント 清水次郎長物語           | フジテレビ         | お民           | 挿入歌「茶っ切り節」も担当                     |
| 1995年4月14日           | 金曜エンタテイメント ざけんなヨ!!8            | フジテレビ         |                | 「長男の嫁・三日間の地獄」                     |
| 1995年7月22、29日       | 土曜ドラマ メナムは眠らず                     | NHK総合            |                | 日本・タイ国際共同制作ドラマ                   |
| 1995年8月17日           | 痛快・三匹が斬る!                             | テレビ朝日         | 猪鹿お蝶       | 第17話「噂の女と千両疵」                       |
| 1996年1月7日 - 12月22日 | 大河ドラマ 秀吉                               | NHK総合            | おせん         | 挿入歌「泡沫〜UTAKATA〜」も担当                |
| 1997年                  | 御家人斬九郎                                  | フジテレビ         |                | 第2シリーズ第11話ゲスト出演                    |
| 2001年9月30日           | 女子刑務所東三号棟3 私たちは息子を殺しました… | TBS                | 八代亜紀       | 刑務所を慰問する歌手役として特別出演           |
| 2007年7月13日 - 9月28日 | スポパラ ドラマ24 BOYSエステ                  | テレビ東京         |                |                                                |
| 2008年6月23日           | スミレ16歳!!                                  | BSフジ             | ヤシロアキ     | 八代の曲「鰻谷」がフィーチャーされる           |
| 2014年4月28日           | 東京特許許可局                                | NHK Eテレ          |                | 第3話ゲスト出演                                |
| 2019年2月22日           | 約束のステージ 〜時を駆けるふたりの歌〜       | 読売テレビ         | 田村キヨコ     | （全日本歌謡選手権審査員・特別出演）           |
| 2021年4月               | FM999 999WOMEN'S SONGS                        | WOWOW              | 総理大臣の女   | 第2話ゲスト出演                                |

### ドキュメンタリー番組
- 八代亜紀 ブラジルで「にほんのうた」を歌う（BSジャパン、2012年12月30日）
- 人生指南紀行 女の横町 東京・人情編（NHK BSプレミアム、2014年8月20日） - ナレーション
- 人生指南紀行 女の横町 地方・旅情編（NHK BSプレミアム、2014年8月27日） - ナレーション
- 八代亜紀 ブルース、魂の叫び〜聖地メンフィス、ミシシッピ・ブルース街道へ〜（BSフジ、2015年11月13日）

### バラエティ・教養番組
- トリハダ 〜感じるボロ〜ン〜（ABC）
- 八代亜紀いい歌いい話（2019年4月4日 - 2023年12月、BS11） - 司会

### ラジオ番組
- ラジオ喫茶 八代（ラジオ日本、2012年10月1日 - 2016年3月28日）
- 八代亜紀　RADIO PALETTE〜音のアトリエ〜（JFN系、2013年10月 - 2018年3月）
- 今日も八代亜紀晴れ（かっぱFM）
- ムーンラウンジ八代（ラジオ日本、2016年4月4日 - 2023年12月）

### CM
- はぴねすくらぶ「柑気楼」
- 中外製薬「アルペン」「グロンサン」「新グロモント」
- NTT「Lモード」
- 任天堂「マリオカートWii」
- 東京ガス「エネファーム」
- ダイレクトテレショップ「青汁三昧」
- 政府広報「高齢者の消費者トラブル」
- 宝島社「別冊宝島」[67]
- 田辺三菱製薬「タナベ胃腸薬ウルソ もたれちまった悲しみに」[68]

ほか多数